# Bonnie Tyler
Bonnie Tyler, eredeti nevén Gaynor Hopkins (Skewen, Wales, 1951. június 8. –) walesi rockénekesnő, szövegíró, üzletasszony.
Az 1970-es évek közepén indult szólókarrierje a Lost in France és az It’s a Heartache című listavezető dalaival, de fénykorát az 1980-as években élte, amikor a világ minden táján a toplisták első helyét szerezte meg a Total Eclipse of the Heart című dalával, majd sorra következtek a listavezető slágerek, többek között a Holding Out for a Hero és az If You Were a Woman (And I Was a Man). Bonnie Tyler volt az első női előadóművész, aki Faster than the Speed of Night című albumával rögtön az első helyen lépett be a brit toplistára és ezzel együtt a Guinness Rekordok Könyvébe is. Továbbá egyike volt az első nyugati énekeseknek, akik először turnéztak a Szovjetunióban, és ő volt az első walesi énekesnő, aki az amerikai toplista első helyére került.
Rekedtes hangját egy hangszálműtétnek köszönheti, ami után az orvos hetekre eltiltotta az énekléstől és a beszédtől, de Bonnie türelmetlen volt és nem tartotta be az orvos előírását. Ez a hang tette őt világszerte ismertté és sikeressé. 1979-ben Tokióban megnyerte a Yamaha Dalfesztivált (World Popular Song Festival).
Az 1990-es évek elején Dieter Bohlen egyengette zenei karrierjét, ekkor Európában lemezeladási rekordokat döntött Bitterblue és The Very Best of Bonnie Tyler Volume 1. című lemezeivel.
Számtalan zenei és életmű díjjal büszkélkedhet, többek között Bravo OTTO díjakkal, German ECHO Awards díjjal, illetve háromszor is átvehette a Goldene Europa díjat. Az Eurovíziós Dalfesztiválon nyújtott teljesítményéért két ESC Radio Awards díjjal jutalmazták. De háromszor jelölték Grammy díjra illetve Brit Awards és American Music Awards valamint Billboard Video Music Awards díjakra is. Ő Nagy-Britannia egyik legsikeresebb és legismertebb énekesnője. A Sony Music szerint albumaiból és dalaiból eddig 100 millió példányt adtak el.
Az eltelt három évtizedben 30 duettet adott elő, köztük olyan énekesekkel, mint Rod Stewart, Cliff Richard, Cher, Lorraine Crosby, Vince Gill, Mike Oldfield, Giorgio Moroder, Meat Loaf vagy Andrea Bocelli. Az olasz tenorral közös dalának kiadását azonban Bonnie akkori lemezkiadója nem támogatta, így nem jelent meg hivatalosan, csupán egy 30 másodperces részlete hallható a Youtube-on.
Legutóbbi világsikere a 2004-es Total Eclipse of The Heart francia/angol nyelvű verziója, a Si Demain... (Turn Around) Kareen Antonnal duettben, amely tizenkét hétig tartotta csúcspozícióját a francia SNEP toplistán, és amelyből Franciaországban több mint 700 000, világszerte több mint kétmillió hanghordozót adtak el. 2008-ban, 25 évvel első megjelenése után ismét felkerült a brit toplistára a Total Eclipse of the Heart és az 57. pozíciót foglalta el.
2013. március 7-én a brit közmédia, a BBC bejelentette, hogy Bonnie Tyler a Believe in Me című dalával képviseli az Egyesült Királyságot a 2013-as Eurovíziós Dalfesztiválon Malmőben. Az énekesnő a 19. helyen végzett, de elnyerte az ESC Radio Awards két díját a "Legjobb dal" és a "Legjobb Énekesnő" kategóriában.
8 év után új, country-rock stílusú albuma 2013. március 8-án került a boltokba Rocks and Honey címmel.
2014. június 7-én az énekesnő újra Magyarországra érkezett, és Alsóörsön, a 15. Harley-Davidson Open Road Fest sztárvendégeként lépett színpadra. A nagy sikerű koncert végén a többezres közönség együtt köszöntötte az énekesnőt születésnapja alkalmából. Június 8-án Bonnie Tyler egy balatonfüredi étteremben ünnepelte 63. születésnapját férjével, menedzserével és az együttesével.
2017. augusztus 21-én az Amerikai Egyesült Államokban teljes napfogyatkozás volt megfigyelhető. Ezen a napon, Bonnie Tyler 1983-as Total Eclipse of the Heart című slágere az amerikai iTunes Store toplista első helyére került, amely a világsajtót is körbejárta. Az énekesnő a legendás dalt a napfogyatkozás pillanatában egy karibi tengerjáró hajó fedélzetén énekelte el élőben a DNCE együttessel. Később a Billboard toplista digitális letöltési listáján a 13. helyre ugrott.
2019. március 15-én új albumot adott ki melynek producere David Mackay, akivel 40 évvel korábban dolgozott együtt utoljára. Az új albumra Barry Gibb is írt egy dalt, illetve duettpartnerei Rod Stewart, Cliff Richard és Francis Rossi. A lemez címe: Between the Earth and the Stars. Ezt követi 18. stúdió albuma a The Best Is Yet To Come, ami 2021. február 26-án jelent meg.
Imádok színpadon lenni, ez az életem, a mai napig tele a naptáram. A világ zenei ízlése sokat változott, de valamit biztos jól csinálok, hisz én voltam az első nő, aki felkerült a brit slágerlistára, és még ma is hívnak.

## Rövid értékelése

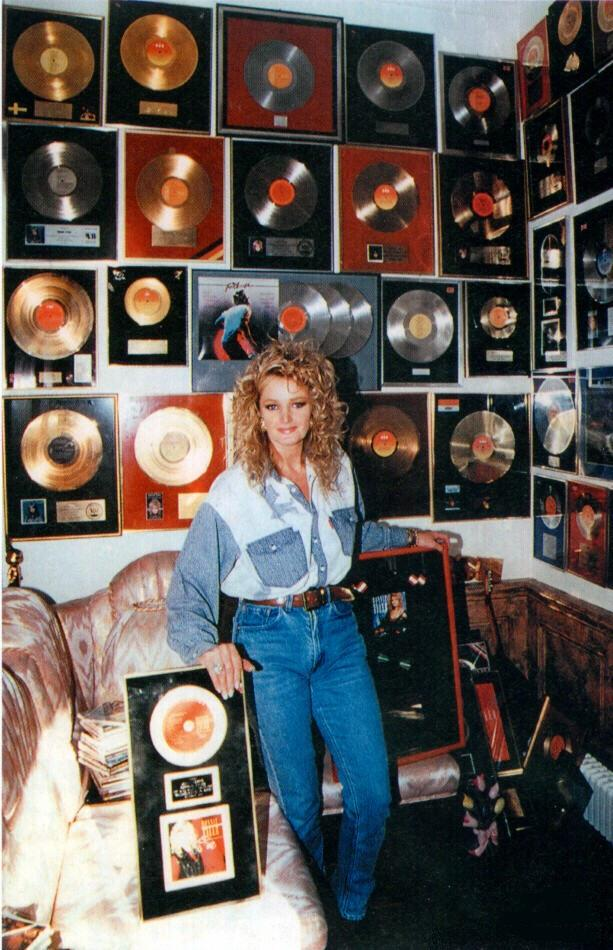
Bonnie Tyler 1993-ban walesi otthonában, háttérben a zenei díjaival

Tyler az 1980-as évek egyik kiemelkedő rockénekesnője, aki védjegyévé vált rekedtes hangjával nagy sikert aratott. Az 1990-es években Angel Heart című lemeze a magyar lemezeladási listára is felkerült. Egyesek a női Rod Stewartként emlegetik. Tylerből is Jim Steinman csinált világsztárt 1983-ban csakúgy, mint Meat Loafból 1977-ben. Mai napig jelennek meg albumai, telt házas koncerteket ad Nyugat-Európa szerte és újabb kislemezeivel felkerül a toplistákra. Negyvenéves zenei pályája alatt 16 nagylemez és több millió eladott album büszke birtokosa. Évente legalább 3–5 válogatásalbumot dobnak piacra a különböző lemezkiadók (eddig közel 150 válogatásalbuma van). Nemcsak nagylemezei, de több válogatásalbuma is a toplisták élére került (The Very Best of Bonnie Tyler Volume 1.), és arany- illetve platinalemez minősítést értek el. Dalai számtalan amerikai tv-sorozatban és mozifilmben (Married Man, Rövidzárlat 2., Banditák, Asterix Amerikában, Shrek 2., Lois és Clark: Superman legújabb kalandjai, Glee, Száguldó erőd) felcsendülnek, valamit a Gumiláb című film betétdaláért kilencszeres platinalemezt vehetett át az Egyesült Államokban. Olyan musicalekben is hallhatjuk Bonnie legnagyobb slágereit, mint a Vámpírok bálja (Roman Polański, Jim Steinman), a Whistle Down the Wind (Jim Steinman, Andrew Lloyd Webber) és a Cappuccino Girls (Mal Pope).
Több mint 20 előadóművésszel énekelt már duettet, köztük brit, amerikai, brazil, francia, görög és német énekesekkel is, s ezek közül négy dal is a toplisták első helyét szerezte meg illetve spanyol, német és francia nyelven is jelentek meg dalai. 1996-ban a német ZDF Televízió a Limelight című slágerét választotta az atlantai olimpiai játékok hivatalos dalának.
Olyan neves zeneszerzőkkel és producerekkel dolgozott együtt, mint Jim Steinman, Desmond Child, Michael Bolton, Andrew Lloyd Webber, Giorgio Moroder, Bryan Adams, Nik Kershaw, Harold Faltermeyer, Humberto Gatica, Andy Hill, Stuart Emerson vagy Dieter Bohlen (Modern Talking). Bonnie Tyler az egyik legelismertebb és leghíresebb brit énekesnő közel fél évszázada.
Az énekesnő ugyan a 2013-as Eurovíziós Dalfesztiválon a 19. helyen végzett, a közönségdíjat a „Legjobb női előadó” és a „Legjobb dal” kategóriában azonban megnyerte. Ezen kívül az ESC Portugal Awards életműdíját is neki ítélték a Dalfesztiválon nyújtott teljesítményéért.

## Életpályája

### Az éjszakai kluboktól a világhírnévig

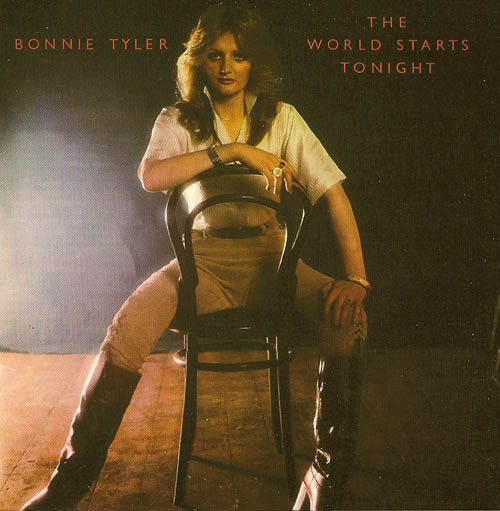
Első nagylemeze a The World Starts Tonight a Lost in France című dalával (1977)

Szegény családban nevelkedett három lány- és két fiútestvérével együtt Édesanyja, Elsie Hopkins a helyi templomi kórusban énekelt. Gaynor már kiskorában elhatározta, hogy kitör a szegénységből és a szürke hétköznapokból. Az iskola befejezése után a hatvanas évek végén saját szakmájában, kereskedőként dolgozott egy zöldségesüzletben, majd pénztárosként egy szupermarketben. Első együttesében 7 évig énekelt Sherene Davis művésznéven. Az Imagination formációval olyan nagy slágereket énekelt, mint a Those Were the Days, Body Talk és a Just an Illusion. Csak a helyi, walesi lokálokban léptek fel.
Bonnie Tyler karrierje 1970-ben kezdődött, amikor megnyerte egy tehetségkutató verseny második helyét és 1 font jutalmat kapott. Nem sokkal később a Bobby Wayne & The Dixies együttessel lépett fel kabaréklubokban és éjszakai szórakozóhelyeken. Itt figyelt fel rá Roger Bell, aki nem sokkal később beajánlotta őt az egyik legnagyobb brit lemezkiadó-vállalathoz, az RCA Recordshoz. 1973. július 4-én férjhez ment Robert Sullivanhez, aki később a menedzsere lett. Miután felvette a jól csengő Bonnie Tyler művésznevet, Ronnie Scott és Steve Wolfe lettek a dalszerzői, míg David Mackay a producere. 1976 áprilisában jelent meg első kislemeze az RCA kiadásában My! My! Honeycomb címmel. A dal mérsékelt sikert aratott.
Második kislemeze 1976 szeptemberében került kiadásra Lost in France címmel. A dalt Ronnie Scott és Steve Wolfe szerezte. A kislemez sikerének köszönhetően Bonnie Tyler nagy ismertségre tett szert, nemcsak hazájában, de a világ számos pontján is, hiszen a dal a brit toplista kilencedik helyére került, de Dél-Afrikában, Ausztráliában és Nyugat-Németországban is bekerült a Top10-be.
1977 januárjában jelent meg a harmadik kislemez, More than a Lover címmel, ami a brit toplista 27. helyén nyitott. A dalt több TV állomás is betiltotta szexuálisan túlfűtött szövege miatt. Bonnie így nyilatkozott a dalról: „Ez nem a szexről szól, ez a kapcsolat másik részéről, barátságról, közelségről, forróságról szól”.
Bonnie első nagylemeze 1977 februárjában jelent meg The World Starts Tonight címmel és felkerült a brit toplistára, Skandináviában pedig a legtöbb eladott példányszámú lemez lett. Svédországban a toplista második helyét szerezte meg. 1977 nyarán az RCA kiadta a Heaven című kislemezt, amely egész oldalas sajtóreklám kíséretében jelent meg, de az előző két kislemez sikerét nem sikerült túlszárnyalnia többek között Elvis Presley tragikus halála miatt sem, ami a kislemez megjelenése után két héttel következett be és ami megrendítette a zeneipart. Egyedül Németországban került fel az eladási listára, a 24. helyre.
1977 novemberében megjelent az It’s a Heartache, Bonnie hetedik, country-rock stílusú kislemeze. A kiadványt ismét nagy sajtóreklámmal próbálták még eladhatóbbá tenni. Bonnie-t ezután a dal után kezdték el a női Rod Stewartként emlegetni. 1977. december 3-án a dal a Brit Top 50 lista negyedik helyére került, ezzel a legsikeresebb Tyler-dal lett az Egyesült Királyságban. Az ezt követő egy hónapban a világ számos pontján felkerült a játszási listákra. A top 5-be került és aranylemez is lett többek között Amerikában, Kanadában, Brazíliában, Dél Afrikában és Új-Zélandon is. A dalt korábban Ronnie Spector és Juice Newton is felénekelte, de Bonnie Tylernek sikerült egyedül toplistára juttatnia és több mint 6 millió eladott példányt produkálni.
1978-ban megjelent a The Hits of Bonnie Tyler válogatásalbum, amely Franciaországban az 5., Németországban a 3., Norvégiában az első helyet szerezte meg az eladási listán. A Daily Express és a Music Retailer Magazin is a legjobb énekesnőnek járó díját adta át Bonnie Tylernek It’s a Heartache és Lost in France című dalaiért.

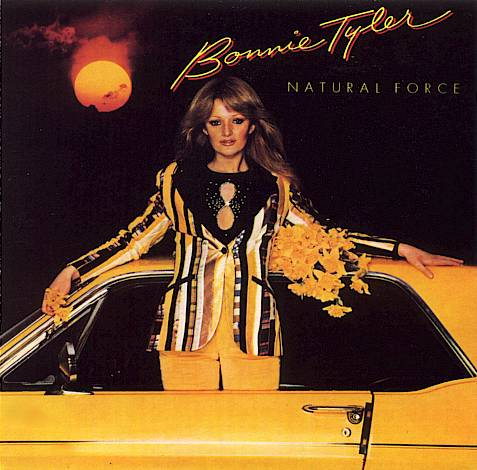
Az 1978-as Natural Force, Bonnie második nagylemeze

1978 áprilisában Bonnie az Egyesült Államokba utazott It’s a Heartache című slágerét bemutatni. Április 7-én megjelent Here Am I című kislemeze, amely Norvégiában bekerült a top 5-be. Májusban megjelent a következő nagylemez, Natural Force címmel, és egy nagy országos turné kíséretében mutatták be. Az album Svédországban a második, Norvégiában a harmadik helyen nyitott a toplistán. Az USA-ban It’s a Heartache címmel adta ki a nagylemezt az RCA júliusban és a 16. helyen szerepelt. Bonnie ismét az Egyesült Államokba utazott bemutatni új albumát. Németországban az It’s a Heartache című daláért és eladott albumaiért arany Bravo OTTO díjat vett át. A kislemezből világszerte több mint ötmillió példány kelt el 1978-ban.
1979 februárjában jelent meg Diamond Cut című lemeze LP és kazetta formátumban. A zenei tematikájú magazinokban egész oldalas reklámhirdetések jelentek meg „Szenzációs új album a nemzetközi szupersztártól” szalagcímmel. A lemez dalainak írói és zenei producerei Scott és Wolfe, de felkerült két feldolgozás is, Tom Pettytől a Louisiana Rain, valamint Alan Tarneytől a Bye Bye Now My Sweet Love Bonnie előadásában. Az album felkerült a svédországi top 20 listára, Norvégiában a 42., az Egyesült Államokban a Billboard Pop listán a 145., míg a Billboard Country listán a 42. helyet szerezte meg. Az album megjelenését követően a brit zenei sajtó bejelentette, hogy mindössze egy fellépését tervezik Bonnie-nak a szigetországban, a Longlest Music Country Festivalon június végén, ahol többek között fellépett még Johhny Cash és Kris Krisofferson. Tyler nem sokkal később első ízben utazott Japánba, ahol megkezdte távol-keleti turnéját.
Közben megjelentek a kislemezek is az albumról, Olaszországban a What a Way to Treat My Heart, Amerikában a Too God Too Last, míg Európában a My Guns Are Loaded, ez utóbbi a francia toplista 11., az amerikai Billboard Country lista 86. helyét szerezte meg. 1979. március végén a BBC csatornán a Lennie & Jerry Showban mutatta be Diamond Cut albumát. 1979. május végén jelent meg következő, nagylemezen kívüli kislemeze, a (The World is Full of) Married Men, ami a Married Man című mozifilm címadó dala lett. A kislemez 7"-es és 12"-es lemezen is megjelent, ez utóbbi tartalmazta a 6 perces verziót is. A dal a brit toplista 35. helyét szerezte meg és 6 hétig szerepelt a listán.
1979 októberében Japánban megnyerte a Yamaha World Popular Song Festival díját a Sitting on the Edge of the Ocean című dallal amelyet élőben adott elő a 115 ezer férőhelyes Nippon Budokan arénában. A tokiói fesztiválon Magyarországot Szűcs Judith képviselte. A dalt Ronnie Scott és Steve Wolfe írta, akik elkészítették Dél-Amerika részére a dal spanyol nyelvű változatát, így Bonnie első ízben énekelt spanyol nyelven. Ez Sola a la Orilla del Mar címmel jelent meg Argentínában és több dél-amerikai országban. Miután visszatért az Egyesült Királyságba, megjelent a következő kislemeze, az I Believe in Your Sweet Love, amit már hamarosan megjelenő új albumáról adtak ki.
1981 januárjában megjelent a Goodbye to the Island című lemez, ami már rockosabb hangvételűre sikeredett a korábbi country stílusú lemezeihez képest. Az albumon hallható többek között a Procol Harum (A Whiter Shade of Pale) és Chris Rea (The Closer You Get) című dalának feldolgozása is. Ez a kiadvány csak a norvég toplistára került fel, a 38. helyre. A megjelenést minimális sajtókampány támogatta. 1981 nyarán az RCA kiadó megjelentette a Very Best of Bonnie Tyler válogatásalbumot, amely már 16 dalt tartalmazott (köztük a listavezető slágereit) és mérsékelt sikert aratott.
1981-ben Japánban az RVC Records gondozásában megjelent a Sayonara Tokyo című kislemeze, ami csak a szigetországban került kiadásra. Később megjelent Best Of című válogatáslemeze Japánban, majd Lo mejor de Bonnie Tyler című válogatása Spanyolországban. Szaúd Arábiában és Németországban is kiadtak egy-egy Very Best Of kollekciót a dalaival. Az RCA kiadóval közös munkája véget ért, és Bonnie az amerikai CBS kiadóval kötött szerződést.
A Lost in France című kislemezem hatalmas siker lett. Szinte hihetetlen volt, hogy Németországban 6 hónapig benne volt a Top 10-ben.

### 1983–1989 – a sikerek csúcsán
Új producere Jim Steinman lett, az 1980-as évek egyik kiemelkedő zenei mogulja, közreműködött már Meat Loaf és Barbra Streisand albumainál is. 1982-ben kezdődött el a közös munka Steinmannal. Jim megkérte Bonnie-t, hogy énekeljen egy dalt, teljesen mindegy melyiket, akár a kedvencét is. Tyler a Have You Ever Seen the Rain? című slágert választotta, ami nagyon megtetszett Steinmannak Bonnie előadásában, így a készülő nagylemezre is felkerült. Jim Steinman az album felvételeihez segítségül hívta Bruce Springsteen E Street Band együtteséből Max Weinberg gitárost és Roy Bittan billentyűst, akik többek között Meat Loaf és Aretha Franklin albumainál is segédkeztek. Közreműködött még Steven Margoshes, aki már a hetvenes évektől együtt dolgozott Steinmannal, és a Vámpírok bálja című musical hangszerelését is készítette, illetve Todd Rundgren is, aki Meat Loaf producere volt 1977-ben. A készülő lemezre mindössze két Jim Steinman-dal került fel, de a többi hét dal producere és zenei vezetője is Steinman volt, így a teljes album wagnerikus rock stílusú lett.
1983-ban megjelent a Faster than the Speed of Night című lemez, melyből a megjelenést követően 1 millió példány kelt el Amerikában és az Egyesült Királyságban is. Elsöprő sikerű slágere a Total Eclipse of the Heart című dal, melyet Jim Steinman írt Bonnie-nak. Ezzel a dallal Bonnie több mint 20 ország toplistájának első helyét szerezte meg. Listavezető lett a brit Top of the Pops listán, ami azért érdekes, mert a brit lista első helyét addig még egyetlen női énekes sem tudta elfoglalni. Felkerült a Billboard Hot 100 és a Heavy Metal Chart első helyére is. A dal az új évezredben is megőrizte sikerét. 2004-ben a Sláger Rádió Top 1000 listáján a 9. helyet foglalta el.
Úgy gondolom, hogy neki van a legtökéletesebb hangja ehhez a dalhoz, mert annyira érzéki és pusztítóan heroikus, mint egy hihetetlenül energikus, briliáns hangszer. Azt gondolom, hogy ez a tökéletes hang, amit már régóta próbáltam megtalálni.
Bonnie Guinness-rekordot döntött albumának eladási adataival. A kislemezből naponta 60 ezer darabot adtak el (összesen több mint 6 milliót), ezzel bekerült a rocktörténelembe. 1983-ban az USA Billboard lista első helyéről letaszította Michael Jackson Billie Jean című dalát, és Bonnie lett az első walesi énekesnő, aki vezette ezt a listát. Bonnie Tylert minden országban, ahol megjelent a Total Eclipse of the Heart, arany- és platinalemezzel jutalmazták. A British Phonography Industry, a francia SNEP arany kitüntetéssel jutalmazta. Két American Music Awards, egy Goldene Europa (Legjobb énekesnő, 1983) és egy Variety Club of Great Britain Award (Legjobb kislemez: „Total Eclipse of the Heart”) díjat kapott. A dal még 2001-ben is kapott platinalemezt. 1984-ben két Grammy-díjra jelölték és a gálaesten élőben elő is adta a slágert.
Bonnie Tyler előadásában felkerült a lemezre a Have You Ever Seen the Rain? című Creedence Clearwater Revival-dal is, bár zeneileg rockosabb, wagnerikus stílusúra sikeredett, köszönhető ez Jim Steinmannak, aki remekül áthangszerelte a dalt. A kislemez Spanyolországban bekerült a top 10-be. Ezt a dalt többen is feldolgozták, többek között a Boney M., az R.E.M. és Rod Stewart is, de Bonnie Tyler feldolgozása lett a legsikeresebb az eredeti dal megjelenése óta. A következő kislemez az albumról a Straight from the Heart, amit Bryan Adams írt 1983-as albumára, de különösebb sikert nem aratott vele. Bonnie verziója sem került fel egyetlen toplistára sem, koncertjein mégis nagy sikert arat a dallal a mai napig is. Kislemez készült még a Take Me Back, a Getting So Excited és a Tears című dalokból is. A Tears egy duett Frankie Millerrel, aki később több dalt is írt Bonnie-nak, és a '90-es években ismét énekelt vele.
1984-ben Shakin’ Stevens brit rock 'n' roll énekes invitálta Bonnie-t egy közös duettre. Az A Rockin’ Good Way című dal nagy sikert aratott, és az ír toplista első helyét is megszerezte, valamint az Egyesült Királyságban az 5., Hollandiában és Új-Zélandon a 8., Ausztráliában a 9., Svájcban a 10., Németországban a 22. helyen végzett az eladási listákon. 1985-ben szintén egy Jim Steinman által írt dal, a Holding Out for a Hero került fel a játszási listákra, mely több film betétdalaként is szolgált (Gumiláb, Rövidzárlat 2, Superman, Banditák, Shrek 2.). A dal 13 hétig stabilan tartotta magát a Top of the Pops 2. helyén és 18 hónapig maradt a listán. A videóklipet Arizona államban, a Grand Canyonban forgatták. Később elkészült a videóklip másik változata, David Copperfield illuzionista közreműködésével, szintén a Grand Canyonban.

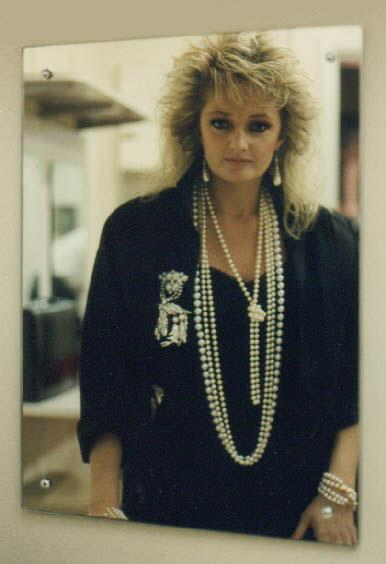
Bonnie Tyler 1986-ban

1986-ban Secret Dreams and Forbidden Fire című albuma jelent meg. Ez a lemez már kiforrottabb és rockosabb, mint az előző. Producere ennek is Jim Steinman. Erre az albumra is írt egy dalt Bryan Adams. Az albumon hallható még a Loving You’s a Dirty Job (But Somebody’s Gotta Do It) című duettje Todd Rundgrennel, aki Bonnie háttérénekese. A közel 8 perces Jim Steinman-dal Spanyolországban a toplista 5. helyét szerezte meg. A videóklipben Todd Rundgrent egy Hywel Bennett nevű férfi alakította. Az ifjú zeneszerző, Desmond Child (aki Bon Jovinak is írt dalokat) szintén írt két dalt az albumra: a Lovers Again egy ballada, az If You Were a Woman című dalhoz pedig Bonnie legköltségesebb klipjét forgatták. A klip rendezője Jim Steinman, és a kisfilm olyan jól sikerült, hogy hét Billboard Video Music Awards díjra jelölték. A kislemezért Franciaországban ezüstlemezt kapott, több mint 271 000 eladott példány után.
1987-ben Bonnie Chernek a Cher című albumán szereplő Perfection című dalban vokálozott.
1983-ban meghívást kaptam a BBC központi irodájába. El sem tudtam képzelni, vajon mit akarnak tőlem, csak annyit közöltek, hogy szeretnének velem elbeszélgetni. Gondoltam, biztos reklámoznom kell az új albumomat. Elmentem a találkozóra, és kiderült, azt akarták, hogy én képviseljem Nagy-Britanniát az Eurovíziós Dalfesztiválon, ezért még a szabályokat is megváltoztatták volna. De nem tudtam elfogadni a felkérést, mert éppen egy új lemezen dolgoztam, és szinte a világ minden tájára hívtak koncertezni. Éppen csak annyi szabadidőm volt, amennyit a BBC stúdiójában töltöttem aznap.
1986-ban a Columbia kiadta Bonnie Tyler Faster than the Speed of Night és Secret Dreams and Forbidden Fire című albumainak videóklipjeit videókazettán, Bonnie Tyler – The Video VHS címmel. 1986. november 24-én jelent meg az Anti Heroin Project lemez, It’s a Live in World címmel, amely hasonló volt a korábbi Live Aid-produkcióhoz, csak ebben az esetben a drogról való leszokásra próbálták ösztönözni a fiatalokat olyan énekesek és zenészek, mint Ringo Starr, Chris Rea, Eurythmics, Kim Wilde, a Bananarama, a Wham!, Nik Kershaw és maga Bonnie Tyler is. Továbbá még ebben az évben a The Wraith című film egyik betétdalát énekelte fel Matter of the Heart címmel. Szintén még 1986-ban Fabio Junior brazil énekessel vett fel egy billinguális dalt félig portugál és félig angol nyelven Sem Limites Pra Sonhar címmel. A dal Brazíliában, Peruban, Venezuelában és Portugáliában is a toplista első helyére került. A kétnyelvű változat az énekes brazíliai kiadású lemezén jelent, míg az angol verzió a nemzetközi kiadású lemezen Reaching for the Infinite Heart címmel. A slágerből kislemez és videóklip is készült. 1987-ben Mike Oldfielddel énekelt egy duettet Islands címmel. Ehhez a dalhoz is készült videóklip illetve kislemezen is megjelent. Egyes kislemez kiadásokon az Islands zenei és szöveg alapjára írt When the Nights on Fire című dal is Bonnie előadásában hallható, de csak Anita Hegerland előadásában vált ismertté.
1988-ban Hide Your Heart címmel jelent meg új albuma Európában és a Távol-Keleten, Notes from America címmel pedig az Egyesült Államokban. Új lemezének már Desmond Child volt a producere. Több híres zeneszerző írt dalokat számára, például Diane Warren, Robbie Seidman és Michael Bolton. A felvételek a Woodstock-hoz közeli Bearswille stúdióban készültek. Bonnie felénekelte a lemezre kedvenc Janis Joplin-dalát, a Turtle Bluest, valamint a Bee Gees együttestől a To Love Somebody című dalt. Hatalmas sikerre számítottak az album megjelenésével, de több dalt is a későbbiek folyamán más előadók énekeltek el. A The Best című dalt például Tina Turner énekelte 1989-ben megjelent albumán, de Bonnie előadásában is felkerül néhány ország slágerlistájára, Norvégiában bekerült a TOP10-be. Cher a Save Up All Your Tears, a KISS a Hide Your Heart, míg Aswad a Don’t Turn Around című dalt „vette el”. A kiadó azzal indokolta a döntést, hogy szkeptikusak a sikert illetően, ezért átadták a dalokat más énekeseknek. Bonnie Tyler erről így nyilatkozott egy 1995-ös interjúban: „Nekem akkor 4 toplistás dalom volt a lemezemen, csak senki nem hitt benne, hogy sikeres lesz. Jóval később a Very Best Of lemezeim mindkét példányára felkerültek ezek a dalok, hatalmas sikert értek el a lemezek és bebizonyosodott, hogy ezeknek a daloknak én vagyok az igazi előadójuk!”
1988 május másodikán kezdetét vette a Hide Your Heart Tour az Egyesült Királyság 19 nagyvárosában. 1989-ben a Sony/CBS kiadta a Greatest Hits című válogatásalbumot, ami Norvégiában a 2., Dániában az 5., Finnországban a 6., Svédországban és Hollandiában a 9. lett az eladási listákon és arany, illetve platina minősítés ért el több európai országban is. A kiadvány érdekessége, hogy a CBS egy dalt sem tett fel a lemezre Bonnie Tyler legutolsó, Hide Your Heart című albumáról. 1989-ben ismét Cherrel dolgozott együtt, az Emotional Fire című dalban, ami Cher Heart of Stone című lemezén hallható.
1989-ben egy francia film, a 3615 code Père Noël egyik betétdalát énekelte Merry Christmas címmel. A kislemez a francia top 100-ba is bekerült. 1989. október 27-én Tokióban a húszéves jubileumi és egyben utolsó Yamaha World Popular Song fesztiválon az addigi nyertesek léptek fel, így Bonnie Tyler is, aki a Sitting on the Edge of the Ocean és a Holding Out for a Hero című dalát énekelte el, valamint a közös dalban többek között a Neoton Famíliával együtt lépett színpadra. A produkció tízmillió jenes bevételét az UNICEF javára ajánlották fel.
Bonnie Tyler a legfelkészültebb és technikailag a legjobb énekes, akivel valaha is dolgoztam, neki van a legjobb és legkifejezőbb hangja, amit valaha is hallottam.

### Új kiadó és új stílus Dieter Bohlennel
1990-ben otthagyta a Sony Music lemezkiadót és Németországban a BMG Hansa kiadónál szerződött le. A Hansa által kiadott albumai csak Európában és a Dél-Afrikai Köztársaságban jelentek meg, illetve évekkel később Japánban és Brazíliában. Első kislemeze, amit új kiadója jelentetett meg, egy akciófilm, a Fire, Ice & Dynamite főcímdala lett. A Breakout című dalt Harold Faltermeyer írta és zenésítette meg, aki korábban a Beverly Hills-i zsaru című film főcímdalát is szerezte és aki később is dolgozott Tylerrel szintén filmbetétdaloknál és aki az 1998-as lemezének lett az egyik rendezője. Bonnie-nak 1990 végére új zenei producere lett, a Modern Talking egyik volt tagja, Dieter Bohlen, aki Howard Houston, Steve Benson és Bonnie Tyler albumainál írta először női álnéven, Jennifer Blake-ként a dalokat.
1991-ben megjelent első nagylemeze a BMG-Hansa kiadó gondozásában, Bitterblue címmel. A dalok többségét Giorgio Moroder és Dieter Bohlen írta, de Nik Kershaw, Albert Hammond és Diane Warren is írt dalt. Az első kislemez a Bitterblue, ami Norvégiában a 2. Ausztriában az 5. Németországban a 17. helyet szerezte meg a toplistákon. A Bitterblue album platinalemez lett Ausztriában, négyszeres platinalemez lett Norvégiában és többszörös platinalemez minősítést ért el Európa összesített eladási listáján. A lemezen hallható a Schimanski – Tatort (Tetthely) című német krimisorozat egyik főcímdala, az Against the Wind, ami a finn toplista első helyét szerezte meg. Bonnie Tyler Bitterblue című turnéjával koncertsorozatot adott Németországban és Észak-Európában. Az album utolsó kislemeze a Where Were You című dalból készült, melyet Albert Hammond és Holly Knight írt és a német top 50 listára is felkerült.

Bonnie Tyler 1993-ban

1992-ben Angel Heart című lemezével még nagyobb sikereket ért el Európában, és már German ECHO díjra is jelölték, az Év legjobb énekesnője kategóriában. Kétszeres platinalemez lett Norvégiában és platina és többszörös aranylemez minősítést ért el több európai országban. A dalok többségét már Dieter Bohlen szerezte. Az album első, toplistás kislemeze a Fools Lullaby című dalból készült. A kislemezre felkerült a Race to the Fire című Dieter Bohlen-slágere is, ami a Zorc – Mann ohne Grenzen című német tévésorozat főcímdala lett. Norvégiában a 6., Ausztriában a 17., Németországban a toplista 20. helyét foglalta el. A következő kislemezek a Call Me, majd a God Gave Love to You című dalból készültek, de csak az előbbi került fel a német toplistára. A nagylemez megjelenése után televíziós szereplések és az Angel Heart Tour következett, és Bonnie nemsokára átvehette albumáért az RSH Gold díjat Németországban. 1992-ben Görögországból kapott felkérést egy Sophia Arbanith nevű görög rockénekesnőtől, hogy közösen adják elő a Patheno Stim Erimia / The Desert Is in Your Heart című, félig angol, félig görög nyelvű dalt, ami óriási siker lett a balkáni országokban és a görög toplista első helyét szerezte meg, aranylemezzel jutalmazták.
1993. január 19-én megjelent a The Very Best of Bonnie Tyler Volume 1. című válogatásalbum a konkurens kiadó, a Sony/Columbia Records gondozásában. Az albumot nagy reklámkampánnyal hirdették az újságokban, televíziókban és rádiókban. A korong Bonnie toplistás dalait tartalmazta 1977-től egészen 1991-ig időrendi sorrendben, ráadásul egy életrajzot és egy Sony Music vásárlási kupont is csatoltak a CD mellé. Eközben a német televíziók az éppen aktuális, Angel Heart című nagylemezét reklámozták, így kiéleződött a verseny a két lemezcég között. Az Angel Heart aranylemez lett, míg a CBS válogatása platina minősítést ért el a német nyelvű országokban. A Very Best Of lemezből több mint 600 000 darabot adtak el Németországban (nagylemezével együtt összesen 1 milliót) és albumának eladási adataival lekörözte Madonnát, Chert és Tina Turnert. a válogatáslemez a megjelenés után még 9 hónappal is a németországi TOP50 eladási listán szerepelt! A Sony 1993-ban még két válogatást megjelentetett Bonnie Tylerrel, a The Best című albumot, amely Franciaországban lett arany majd 1994-ben dupla aranylemez, illetve a Meat Loaffal közös Heaven & Hell című lemezt, amely az Egyesült Királyságban lett aranylemez.
1993 nyarán az Angel Heart című turné befejezte után nekiláttak a Silhouette in Red című új lemez felvételeihez, ami az év októberében jelent meg Európában és a Távol-Keleten is. Dieter Bohlen ennél az albumnál használt először női álnevet dalainak megírásakor. A Sally Comes Around című kislemez a dél-afrikai rádiós slágerlista első helyén nyitott a megjelenés napján és aranylemez minősítést ért el. Erre az albumra is felkerült egy filmbetétdal, a Fire in my Soul, ami szintén egy Dieter Bohlen-dal. A következő kislemez, a From the Bottom of My Lonely Heart és a You Are So Beautiful dalból készült.
1993-ban BRAVO OTTO-díjak sorozatát nyerte meg, valamint a Goldene Europa-díjjal a kontinens legjobb énekesnőjének választották, illetve a German ECHO Awards díjat is hazavihette az „Év legjobb nemzetközi énekesnője” pop/rock kategóriában. A díjátadó gálaesten a Bohlen által írt Stay című dalt énekelte el. Ismét nagyszabású, egész Európára kiterjedő koncertsorozat vette kezdetét. A Silhouette in Red Tour keretein belül Magyarországon két koncertet is adott: 1994. március 1-jén Budapesten a Városligetben az egykori Globe Arénában, másodikán pedig Szombathelyen egy szabadtéri színpadon lépett fel.
1994. február 14-én megjelent az 1993-as válogatásalbum második része, a The Very Best of Bonnie Tyler Volume 2. életrajzfolytatással, vásárlási kuponnal és ismét nagy médiareklámmal de Bonnie aktuális kiadója, a BMG Hansa is kiadott egy válogatásalbumot a legjobb, Dieter Bohlen által komponált dalokkal Comeback: Single Collection ’90–’94 és két korábbi slágerével, a Lost in France és az It’s a Heartache című dalokkal. A válogatásalbumra Dieter Bohlen írt egy teljesen új dalt, Back Home címmel, amelyből kislemez is készült, korlátozott példányszámban. A harc a CBS javára dőlt el, a Volume 2 ugyan felkerült az eladási listára, akkora sikert nem tudott elkönyvelni, mint elődje, a Volume 1.
Nem tudom, mi a baja az embereknek Dieterrel. Én nagyon hálás vagyok neki mindenért, amit értem tett, gondoskodott rólam. Nem tudom, mi a probléma vele, én semmi rosszat nem tudok mondani róla. Velem mindig helyesen és korrektül viselkedett. Néha írt egy-két gyengébb dalt, de vannak fantasztikus szerzeményei is, mint például a Stay vagy a Silhouette in Red, amit a londoni filharmonikusokkal készített. Egyszerű, mégis csodálatos dalokat alkotott, mint a Why? vagy az Against the Wind. Dieter nélkül ma nem tartanék itt, ahol most. 

### Az olimpiai daltól a musicalekig

Az All in One Voice album promóciós képe 1998-ból

1995-ben ismét új lemezkiadóhoz szerződött, s közben koncertturnét adott Straight from the Heart címmel. Az EastWest (Atlantic Records) adta ki Free Spirit című lemezét, mely 1995 októberében jelent meg Európában. Bonnie Tylernek az USA-ban és az Egyesült Királyságban 1988-ban jelent meg utoljára nagylemeze, a Free Spirit volt a visszatérése a nyugati zenei piacra. A korongon két Jim Steinman-dal is hallható. Az első kislemez a Making Love out of Nothing at All. A közel nyolcperces ballada Belgiumban a 2., Hollandiában a 24., míg az Egyesült Királyságban a 45. helyen szerepelt a toplistákon. A dalt Steinman az Air Supply együttesnek írta 1983-ban, már akkor listavezető volt és az amerikai toplista második helyét is megszerezte. A mostani feldolgozásban Bonnie édesanyja énekelte az operaáriát vokálként. A dalból kétfajta kiadású kislemez, valamint videóklip is készült. Steinman egy régi Meat Loaf-slágert, a Two Out of Three Ain’t Badet is újrahangszerelte közel 9 perc hosszúságúra Bonnie-nak, ez kislemezformában is megjelent három dallal, valamint 12"-es bakelitlemezen Ralphy Rosario remixelésével, ez utóbbi csak az Egyesült Államokban. A következő kislemez a You’re the One, ami a Scorpions együttes dalának feldolgozása, felkerült a németországi TOP100-as listára.
A Meat Loaf-gárdából közreműködött még Stuart Emerson is, aki a Driving Me Wild és a Sexual Device című dalokat írta. Több olyan zeneszerző is közreműködött, akik korábban szintén nagy előadóművészeknek segítettek. Ott volt David Foster, aki Whitney Houstonnak és Michael Jacksonnak írt dalokat, Chris Neal és Andy Hill pedig Céline Dionnal dolgoztak. 1996-ban Alan Parsons újrahangszerelte korábbi, Limelight című slágerét, melyet Bonnie Tyler énekelt fel. A sláger a németországi ZDF Televízión futó 1996-os nyári olimpiai játékok sportösszefoglalóinak főcímdala lett. A német hivatalos olimpiai himnusz Vangelis Voices című szerzeménye volt, míg a hivatalos olimpiai dal, a Limelight. A dalból kislemez is készült, ami csak Németországban jelent meg és felkerült a TOP100-as listára. 1996 tavaszán az EastWest Records újra kiadta a Free Spirit nagylemezt, és az első kiadáson lévő Sexual Device remix helyére bónuszként az olimpiai dal remix változata került. Még 1996-ban Bonnie Németország 22 nagyvárosát érintő koncertkörutat tett Free Spirit Tour címmel.
1995-ben a német BMG Miller kiadó gondozásában megjelent a Here Am I című válogatásalbum, amely Bonnie legnagyobb slágereit tartalmazta a hetvenes évekből és 250 000 eladott példány után aranylemezzel jutalmazták.
1997-ben jelent meg következő kislemezdala, a He’s the King, ami egy német filmsorozat, a Der König von St. Pauli betétdala lett. Bonnie egy jelenet erejéig szerepet is vállalt a sorozat egyik epizódjában, ahol egy bárénekesnőt alakított és a He’s the Kinget énekelte. Moszkvában a Kreml Palotában Bonnie egy hatalmas koncertet adott, és a legmodernebb technikai felszerelésekkel lépett fel több ezer ember előtt.
Franciaországban a The Best című, 1993-ban megjelent albumát újra kiadták és elérte a 300,000 eladott példányszámot, amiért platinalemezt vehetett át.
1998-ban került kiadásra az All in One Voice című, lemeze, amelyben a dance, a pop és a rock elemei ötvöződnek az ír népzenével. Ez Bonnie egyik legrövidebb pályafutást megélt albuma lett. Nem sokkal megjelenése után a lemezkiadóval történt nézeteltérések miatt egy év után lekerült a polcokról. A lemezen az ír hangzásvilág és a dance elemei keverednek. A dalok többségét Dublinban vették fel, a vokált Londonban, míg az Irish Film Orchestra a Magyar Rádió budapesti stúdiójában vette fel a zenei anyagot Szita István vezényletével. A lemezre Frankie Miller is írt több dalt. A producer Mike Batt, Jimmy Smith és Harold Faltermeyer volt. Több feldolgozás is került az albumra, többek között az Angel of the Morning és az I Put a Spell on You, ami az Amazon.com szerint a legjobb feldolgozása ennek a dalnak. Zárásként pedig egy hagyományos karácsonyi dal, a Silent Night (Csendes éj) is helyet kapott. Az albumról mindössze egy dalt másoltak kislemezre. A Heaven című dal, egy lágy, az ír zenei világ és a modern popzene elemeit ötvöző karácsonyi hangulatú sláger. A kislemez korlátozott példányszámban jelent meg, nagyjából 500 darab került kiadásra többnyire a rádióállomások részére. Az albummal együtt a hivatalos kislemezt is kivonták a forgalomból.
1998-ban mutatták be Londonban a Whistle Down the Wind című musicalt, melynek szövegét Jim Steinman, zenéjét pedig Andrew Lloyd Webber szerezte. A zenés darabban elhangzó dalokat több ismert világsztár is felénekelte. Bonnie Tyler a Tyre Tracks and Broken Hearts című slágert énekelte. A dal érdekessége, hogy a Meat Loaf előadásában, szintén a musicalben felcsendülő, A Kiss is a Terrible Thing to Waste utolsó harmada, vagyis a zene és a szöveg majdnem megegyezik a két szerzeményben, ráadásul Meat Loaf mellett Bonnie Tyler a vendégelőadóművész, így ez az a dal, amelyben a két énekes először és utoljára énekelt közösen. A Tyre Tracks and Broken Hearts csak a musical dalait tartalmazó lemezre illetve Bonnie 2001-es, The Greatest Hits albumára került fel. 1998-ban Andrew Lloyd Webber 50. születésnapján a londoni Royal Albert Hallban Bonnie élőben adta elő a musicalben is felcsendülő slágert. A rendezvény később DVD-n is megjelent.
1990-től 2000-ig évente legalább négy válogatáslemez jelent meg a különböző kiadók gondozásában. Bonnie Tyler egy időre visszavonult a rivaldafényből és hátat fordított a mikrofonnak, csak néhány felkérésnek tett eleget.
Miután megjelent az Angel Heart című lemezem, a korábbi kiadóm, a CBS ráébredt arra, hogy mit veszítettek azzal, hogy másik lemezkiadóhoz igazoltam át. A nagylemezemmel egy időben kiadták a The Very Best of Bonnie Tyler Volume 1.-et, amit hatalmas televíziós reklámkampánnyal hirdettek a német nyelvű országokban (The Best és Heaven & Hell címmel pedig Nyugat-Európában adott ki válogatást a CBS). Összezavarták az embereket a két különböző kiadású lemezzel. Mindenesetre a Best of lemezem platina minősítést ért el, a korábbi lemezkiadóm igazán kitett magáért.

### Si Demain – a nagy visszatérés, újra a toplisták első helyén

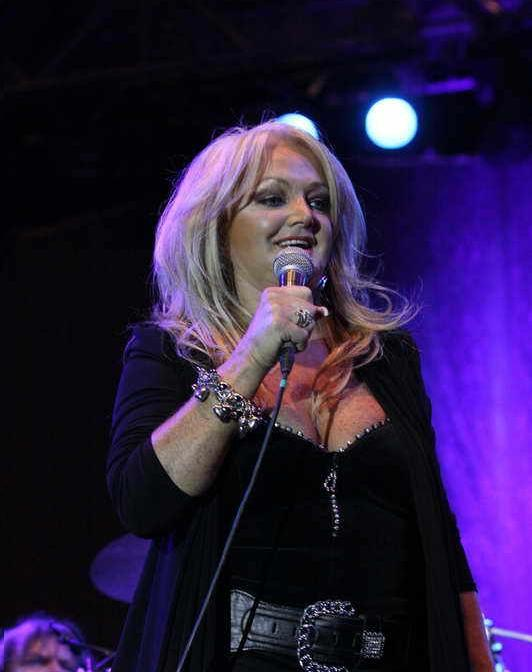
Bonnie Tyler győri koncertjén (2009)

2001-ben a Sony és a Sanctuary lemezkiadó közösen kereste fel Tylert egy új nagyszabású válogatásalbum létrehozásának érdekében, az énekesnő 50. születésnapja alkalmából. Bonnie igent mondott, és a válogatáslemezhez vadonatúj képek készültek ugyanazzal a fényképésszel, aki a Free Spirit című album képeit is készítette. Tyler teljesen megváltozott, alakja ismét olyan volt, mint a kilencvenes évek elején, hosszú, egyenes platinaszőke hajjal jelent meg a fotózáson. 2001 tavaszán megjelent a The Greatest Hits lemez, ami tíz ország eladási listájára került fel és több országban arany és platinalemezzel jutalmazták. 2001 és 2002 között zajlott a Bonnie Tyler – The Greatest Hits Tour. 2001. december 8-án Catherine Zeta-Jones és Michael Douglas esküvőjén énekelt, ugyanis Tyler és Zeta-Jones is Swansea-ben született és Bonnie férjének unokatestvére Catherine édesapja.
2002-ben tért vissza új albummal az EMI kiadó dán leányvállalata, a CMC gondozásában, és a prágai filharmonikusok közreműködésével készítette el a Heart & Soul – 13 Rock Classic című lemezét, melyen nagy sikerű rockdalokat hallhatunk. Feldolgozta többek között a U2 (I Still Haven't Found What I’m Looking For), Phil Collins (Against All Odds), a The Beatles (In My Life), Richard Marx, Bruce Springsteen, Tom Petty & The Heartbreakers szerzeményeit. A dalok többségét Dániában és Németországban vették fel. A promóciós képeket és videókat egy dán mészkőbarlangban készítették. Az album csak Skandináviában és Portugáliában jelent meg. Az első kislemez, az Amazed, ami egy Lonestar-feldolgozás, felkerült az Euro Airplay Chart top 200-as listájára. Kislemez készült még a Learning to Fly és az Against All Odds című dalokból is.
2003-ban a sikernek köszönhetően Heartstrings címmel ismét kiadták a Heart & Soul albumot, immáron az egész világon. Az európai országok toplistáján is viszonylag szép helyezéseket ért el, ahhoz képest, hogy cover-album; Norvégiában és Hollandiában 29., Ausztriában 32., Svédországban a 34., Németországban, Dániában és Spanyolországban a 41., Franciaországban a 75. helyet szerezte meg az eladási listákon. 2003 tavaszán kezdetét vette Németországban a Heartstrings Tour.
2003 tavaszán a Magyar Televízió meghívására Magyarországra érkezett, ahol fellépett az Europarty és a Névshowr című műsorban, ez utóbbiban egy magyar híresség „születésnapi ajándékaként”. A műsorban három dalt adott elő, köztük a Total Eclipse of the Heartot is.
2004-ben Franciaországban telepedett le, s a francia Sony Music kiadta Simply Believe című lemezét. Az első kislemez a Si Demain... (Turn Around) című dalból készült, amit egy francia énekes-színésznővel, Kareen Antonnal énekelt fel félig francia, félig angol nyelven. A videóklipet Kanadában forgatták 2003 decemberében. A dal óriási siker lett, Franciaországban 12 hétig volt első helyezett a SNEP listán, és a francia kritikusok szerint is kitűnőre sikeredett, hiszen hosszú ideig meg tudta tartani a csúcspozícióját, függetlenül attól, hogy 2004-ben nem ez a zenei stílus a legkeresettebb. Franciaországban az 1994-es 7 Seconds óta nem volt kétnyelvű dal listavezető, ráadásul a Si Demain túlszárnyalta a szingaléz-francia kétnyelvű duett sikerét, ugyanis abból 150 000 darabot adtak el és arany minősítést kapott, míg a Tyler-Antonn duett 700 000-es példányszámban fogyott és platina minősítést ért el. Köszönhető ez Kareen csodálatos hangjának és Bonnie tapasztalatának. Ez a dal volt a legtöbb példányban eladott listavezető női duett a francia toplista történetében. Első helyen nyitott a belga és a lengyel toplistán is, a World Chart listán a 3., az Eurochart listán a 4., Svájcban pedig a 7. helyen szerepelt a toplistán.
A következő kislemez ismét Bonnie és Kareen duettjéből készült, ugyanis közösen énekelték el az It’s a Heartache című régi Tyler-slágert szintén félig angol, félig francia nyelven Si Tout S’arrête címmel. A dalhoz klip nem készült, de felkerült többek között a belga toplista 7., a francia lista 12. és a svájci lista 25. helyére. Az albumból több mint kétmillió darabot adtak el, a kislemezből közel 700 000 példányt és platina minősítést ért el Franciaországban, valamint szintén platinalemez lett Belgiumban.
Nem sokkal később egy német szupersztár, Matthias Reim kérte fel Bonnie-t egy duett eléneklésére. A Vergiss es / Forget it német és angol verzióban is elkészült, és Matthias válogatáslemezén hallható. A dal szép sikereket ért el Németországban, míg Ukrajnában bekerült a top 10-be továbbá a legjobb dal kategóriában jelölték ECHO díjra. Még abban az évben Bonnie ismét Magyarországra látogatott, pontosabban csak „beugrott” Liza Minnelli helyett a Kisstadionba. A hatalmas botrány ellenére Bonnie színvonalas előadást tartott, sokan mégis kritizálták.
1983-ban lemezbemutató koncert turném volt és Leedsben egy szállodában töltöttem az estét. Másnap reggel kilenckor csörgött a telefon, és közölték velem, hogy a Faster than the Speed of Night lemezem a brit toplista első helyére került. Ott akkor én voltam a világon a legboldogabb ember.

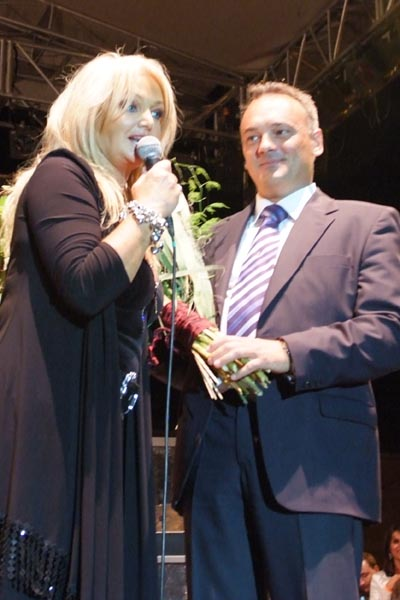
Győr város polgármestere átadja a virágot Bonnie Tylernek a koncert után (2009. 08. 29.)

2005-ben Bonnie egy kis francia lemezkiadónál, a Stick Musicnál készítette el Wings című albumát. A szupersláger a Louise című dal volt, melynek videóklipjét Tunézia tengerpartján vették fel egy megfeneklett hajóroncsban. A Total Eclipse of the Heart és It’s a Heartache című dala erre a lemezre is felkerült, az ún. 2005-ös verzióban. Az albumon közreműködött két dalnál is Lorraine Crosby, Meat Loaf egykori vokalistája. Spanyolországban több mint 70 ezer ember előtt adott élő koncertet, amelynek részletei később megjelenő DVD-jén is láthatóak. Lengyelországban több tízezer ember előtt lépett fel a Sopoti Fesztiválon. Németországban több ismert zenész segélykoncertet szervezett a 2004-es karácsonyi szökőár következtében hajléktalanná vált emberek megsegítésére. A koncert nemzetközi sztárja Bonnie Tyler volt, aki három dalt énekelt. Az esemény DVD-n is megjelent Rock for Asia címmel.
2006 tavaszán a Stick Music korlátozott példányszámban, csak az Egyesült Királyságban kiadta a Celebrate című albumot 12 dallal és két videóklippel. Az albumra a Wings című lemez 16 dalából csak 12 került fel, köztük egy exkluzív koncertfelvétel, amelyet nem tüntettek fel a borítón.
Májusban kiadták Bonnie On Tour LIVE DVD-jét, rengeteg extrával, nem sokkal később pedig a DVD hanganyagát LIVE címmel CD-n csak Európában.
Ezután Bonnie Amerikába utazott, ugyanis meghívták a Celebrity Duets című műsorba, és Lucy Lawless-szel (a harcos Xenát megformáló színésznővel) énekelte el a Total Eclipse of the Heart című dalt, amit a zsűri értékelt. Bonnie hosszú idő után újra amerikai tévénézők milliói előtt léphetett színpadra. Ezután egy brit punkcsapat, a BabyPinkStar dolgozta fel a Total Eclipse-et Bonnie Tyler közreműködésével. Nyugaton mérsékelt sikert aratott az érdekes feldolgozás.
A Ravishing egy hihetetlenül jó, lendületes, energikus dal, olyan, mint a Rebel without a Clue. Előbbi Amerikában Hulk Hogan pankrátor bevonulózenéje lett.
2007-ben a Sony BMG kiadta a From the Heart – Bonnie Tyler Greatest Hits gyűjteményt, ami Bonnie Tyler harmincéves pályafutásának legjobb dalait foglalja magába. A kiadvány az ír eladási lista második helyét szerezte meg és platina minősítést kapott. Áprilisban két újabb kollekció jelent meg. A Bonnie on Tour LIVE DVD licencét a brit Sony BMG lemezkiadó vásárolta meg, és új borítóval adta ki a szigetországban. Szingapúrban is kiadtak egy CD+DVD kollekciót The Complete Bonnie Tyler címmel. A Special Edition kiadvány a távol-keleti országokban, Chilében és az USA-ban jelent meg.
2007 nyarán Magyarországon bemutatták Roman Polański Vámpírok bálja című musicaljét, melynek zeneszerzője szintén Jim Steinman, aki a Total Eclipse of the Heart című dalának alapjaira írta meg a musical zenéjét, ami a darab legsikeresebb zenei blokkja lett.
2007-ben a Sláger Rádió ismét összeállította a hallgatók szavazatai alapján a Sláger Top 1000 listát, ahol Bonnie Tyler a harmadik helyen végzett (két Queen-dal után) a Holding Out for a Hero című dalával.
2008-ban Tyler világ körüli koncertturnéjának keretén belül több új, eddig még kiadatlan dalát is elénekelte. Fellépett Ausztráliában (Sydney, Melbourne); az USA-ban (Las Vegas) és Nyugat-Európában. 2008 végén egy kanadai énekessel, Matt Petrinnel közösen énekelte fel korábbi slágerét, a Making Love out of Nothing at Allt r&b–hiphop stílusban. Egy interjújában megerősítette, hogy 2010-ben megjelenő új albumának producere Jim Steinman lesz.
2009. augusztus 28-án Győrben lépett fel a ManDoki Soulmates, Al di Meola és Steve Lukhater társaságában több mint 10,000 ember előtt a Dunakapu téren. Egy győri szállodában adott sajtótájékoztatóján bejelentette, hogy hamarosan elkészül a Mal Pope rendezte Cappuccino Girls című musical címadó betétdala, melyet ő maga énekel. Ősszel az Only Men Aloud! együttessel duettben adta elő a Total Eclipse of the Heart című korábbi slágerét áthangszerelve. Az Only Men Aloud! nagylemeze Bonnie Tyler duettjével október 12-én jelent meg a Universal Music gondozásában és a brit Classic toplista első helyén startolt. Bonnie több mint tíz év elteltével ismét epizódszerepet vállalt egy tévésorozatban. Október másodikán a Channel4-en futó Hollyoaks Later című sorozatban önmagát alakítja és egy álomban jelenik meg, majd Holding Out for a Hero című dalát énekli közösen a főszereplővel. Az Only Men Aloud a cardiffi Tesco-áruházban tartott lemezbemutató minikoncertet, valamint dedikálást, amin Bonnie Tyler is részt vett. Az új verziós Total Eclipse of the Heart kislemez október 22-én került a boltokba.
2009. november 1-jén a londoni Royal Albert Hallban megrendezték a Caron Keating Alapítvány támogatásával létrejött, a mellrák elleni küzdelem jegyében tartott segélykoncertet. A Pinktober – Women of Rock elnevezésű gálán Bonnie Tyler két dalát adta elő olyan fellépők társaságában, mint a Bananarama, Jamelia és Melanie C. November 30-án Berlinben átvette Harald Glööckler divattervezőnek a társadalmi szerepvállalásban kiemelkedő szerepet vállaló ismert nők részére alapított Angel Award díjat, amely ötezer euró pénzjutalommal is járt. A másik díjat Nastassja Kinski színésznő vette át.
2010. február 27-én a frankfurti Operabál díszvendége volt többek között Larry Hagman, Andie MacDowell, Al Pacino és Alain Delon kíséretében. Az eseményen a Holding Out for a Hero című dalát adta elő élőben. 2010. április 9-én mutatták be a MasterCard új bankkártyájának reklámfilmjét, melynek egyik főszereplője Bonnie Tyler, aki a Total Eclipse of the Heartnak a rövidfilmhez átírt változatát énekli és mint egy angyal, az égből leszállva adja elő egy szupermarket előtt. A reklámot, amely több speciális effektet tartalmaz, csak az Egyesült Királyságban vetítették. 2010. május 15-én a németországi Radio Nordkurve este nyolc órától három órán keresztül közel 50 Bonnie Tyler-dalt sugárzott reklám és megszakítás nélkül.
2010 augusztusában az amerikai country veterán Wayne Warner új albumán csendült fel A Something Going On című dal, amelyet Bonnie Tylerrel közösen adott elő és amelyet az Egyesült Államok több rádió állomása is sugárzott. A duett a CRBN Radio játszási toplistáján az első helyet szerezte meg valamint a Cashbox Magazin Top50 Country Pop listán a 11. helyen végzett.

### Rocks and Honeyés az Eurovíziós Dalfesztivál
2010. október 29-től Ausztráliában turnézott Robin Gibb-bel, az egykori Bee Gees együttes énekesével közösen. 2010. október 29-én Matthias Reim német rockénekes (akivel 2004-ben énekelt duettet) új albumán jelent meg ismét egy közös duett Salty Rain címmel.
2010. november 12-én Új Zélandon, Wellingtonban a Variety Show elnevezésű segélykoncert egyik sztárvendége volt. November 23-án pedig megjelent az idei harmadik duettje a híres énekes-dalszerző Albert Hammond közreműködésével. Hammond új albumán régi, általa írt nagy slágerei kaptak helyet, újrahangszerelve és mindegyiket egy-egy ismert előadóval énekelte fel. A Bonnie Tylerrel közös dal, a Nothing Is Gonna Stop Us Now az 1987-es Próbababa című film egyik betétdala volt, ami annak idején az Egyesült Királyságban a második legnagyobb példányszámban elkelt kislemeze volt a megjelenés évében illetve Oscar-díjra is jelölték a legjobb filmbetétdal kategóriában.
2011. október 3-án megjelent a francia Sony Music gondozásában, egy exkluzív, digipack csomagolású, 3 lemezes gyűjtemény, Bonnie Tyler nagy slágereivel Bonnie Tyler Best Of 3CD címmel. A kiadványra 53 dal került fel, többek között egy régi Bangles sláger, az Eternal Flame felújított, félig angol, félig francia nyelvű verziója, amelyet Laura Zen énekesnővel ad elő közösen. Ezen kívül még kettő, eddig kiadatlan dal kapott helyet az örökzöld slágerek és a tucatnyi élő koncertfelvétel mellett. A kiadványt reklámkampánnyal hirdetik. Az Amour Éternel című dal pedig felkerült a francia TOP250 Airplay listára is. A 3 lemezes kollekció a francia SNEP Top40 Compilation Chart 6., míg a Top250 Album lista 36. helyét szerezte meg, de a belga Ultratop Album listán a 46. míg a Heatseekers listán a 10. helyen szerepelt.

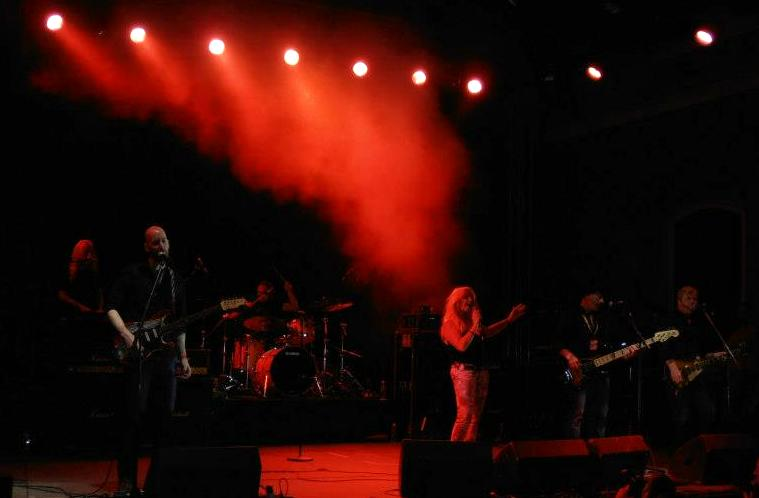
Bonnie Tyler a Total Eclipse of the Heart című slágerét énekli Budapesten

2011. szeptember 9-én jelent volna meg a német ZYX Music gondozásában a Bonnie Tyler Live in Germany 1993 CD, DVD és Deluxe Edition CD+DVD kiadvány, ami Bonnie 1993-as németországi "Angel Heart" koncertkörútjának legjobb felvételeit tartalmazza, azonban a megjelenés elmaradt és csak napokkal később közölték az újabb megjelenési időpontot, ami szeptember 29. lett volna. Ám ekkor sem került kiadásra és október 21-én sem jelent meg és csak november elején frissült az új megjelenési időpont, december 2-re. Ennyi csúszás még egy Bonnie Tyler lemezzel sem történt meg.
2011. november 5-én Bonnie Tyler váratlanul az ukrán X-Faktor (Ікс-Фактор) tehetségkutató show műsorában lépett színpadra, ahol három nagy slágerét adta elő élőben amelyet Ukrajna ötödik legnézettebb tv-csatornája, az STB TV (СТБ) közvetített.
2011. december 2-án megjelent a Bonnie Tyler Live in Germany 1993 CD, DVD és CD+DVD, ám a meghirdetettel ellentétben nem a koncertkörútját tartalmazza, hanem egy TV által rögzített klubkoncertet a CD 9, míg a DVD 10 dallal, igaz az utolsó dalnak csak a fele látható és hallható.
2012. február 13-án Bonnie Tyler turnémenedzsere új híreket osztott meg a rajongókkal a bonnietyler.com weboldalon, amelyben leírja, hogy az énekesnő új albuma hamarosan elkészül Nashwillben. A dalszerzők között megemlíti Frank Myers és Desmond Child nevét. Utóbbival Bonnie Tyler közel 25 évvel ezelőtt dolgozott együtt! A menedzser azt is megemlíti, hogy egy duett is felkerül a lemezre a híres és többszörös Grammy díjas Vince Gillel.
A producer David Huff és olyan írok és zeneszerzők segítenek az album létrejöttében, akik korábban többek között Shania Twainnel is dolgoztak, ugyanis az új album country-rock stílusú lesz. Áprilisban végzik az utómunkálatokat és a keverést így valószínű, hogy a nyár folyamán már kapható lesz.
2012. február 25-én a Total Eclipse of the Heart című sláger újra felkerült Franciaországban a Top Singles Chart lista 57. helyére és 5 héten keresztül szerepel a 200-as toplistán. Szintén február 25-én másik nagy slágere, a Si Demain... (Turn Around) című francia-angol nyelvű duettje Kareen Antonnal ugyan csak egy hétre, de szintén szerepelt a toplista 167. helyén.
2012. március 4-től 7-ig Oroszországban turnézott. Moszkva (Crocus City Hall), Jekatyerinburg és Ufa városában lépett színpadra együttesével az Anniversary Tour keretein belül.
2012. május 1-jén Bonnie Tyler hivatalos honlapján az énekesnő turnémenedzsere frissítette a turnéállomások helyszínét, és új helyszínként Budapest is felkerült a listára. 2012. augusztus 23-án Bonnie Budapesten, a Budavári Palotában ad koncertet.
2012. május 12-én és 13-án Dél-Korea fővárosában, Szöulban adott koncertet az első alkalommal megrendezett Forever Pop Concert 1.0 rendezvényen. Ezzel majdnem egy időben a Sony Music koreai kiadója ismét megjelentette az énekesnő 2001-ben csak Európában megjelent Greatest Hits lemezét. Ez az első válogatáslemez Bonnie dalaival, amelyet Koreában adtak ki CD formátumban.
2012. augusztus 23-án Bonnie Budapesten, a Budavári Palotában adott koncertet telt ház előtt a Savoyai Teraszon. Bonnie Tyler 2013. február 18. és március 17. között megrendezésre kerülő, 4 országon átívelő, 18 állomásos koncertsorozat, a Rock Meets Classic Tour fellépője lesz olyan előadók mellett, mint Chris Thompson (akivel 2009-ben Győrben is énekelt) vagy Paul Rodgers.
2012. december 8-án Bonnie Romániába látogatott, ahol a bukaresti Sala Palatuli (Concert Hall) épületében adott telttházas koncertet együttesével. Másnap este pedig a román X-Factorban adta elő élőben két slágerét. Decemberben Londonban turnézott a Status Quóval szilveszter éjjel Berlinben, a ZDF Televízió élőben közvetített Wilkommen 2013 évzáró koncertjén lépett fel a Brandenburgi kapu előtt felállított színpadon. Két nagy slágere mellett egy új dalt is elénekelt (All I Ever Wanted) és bejelentette, hogy új lemeze 2013 februárjában jelenik meg.
- Believe in Me (Eurovision Edit)Hangminta Bonnie Tyler, Believe in Me című versenydalból, amellyel a 2013-as Eurovíziós Dalfesztiválon az Egyesült Királyságot képviseli Malmőben.[83]

Nem tudod lejátszani a fájlt?
2013. január 17-én Bonnie managere Matthew Davis saját facebook oldalára töltött fel egy képet, amelyen Bonnie stúdióban vesz fel egy duettet Frankie Millerrel. A dal Frankie hamarosan megjelenő lemezén lesz hallható.
2013. február 8-án a német ZYX Music lemezkiadó weboldalán hivatalosan is megerősítette, hogy Bonnie Tyler új albuma a Rocks and Honey március 8-án kerül a boltokba és 14 dalt tartalmaz. A lemezmegjelenést promóciós kampánnyal hirdetik majd Németországban. Az albumról elsőként kimásolt dal a Believe in Me amelyet Desmond Child írt. Maxi CD formátumban 2013. március 15-én jelent meg.
2013. március 7-én a BBC bejelentette, hogy 2013-ban Bonnie Tyler a Believe in Me című dalával képviseli az Egyesült Királyságot a 2013-as Eurovíziós Dalfesztiválon Malmőben. A dalhoz videóklip is készült amelyet két nap alatt 500 000-en töltöttek le a YouTube-on. 2013. március 23-án Bonnie a BBC Radio 2 kora délutáni műsorában élőben adott interjút Graham Nortonnak, amelyben elmondta, hogy egy újabb lemezre való dalt felénekelt Nashville-ben, amikor a Rocks and Honey-t készítették.
2013. május 3-án az amazon.de információi szerint a ZYX Music egy újabb Bonnie Tyler kiadványt bocsát ki Bonnie Tyler: Live & Lost in France CD+DVD címmel. Május 14-én pedig az Egyesült Államokban is kiadják a Rocks and Honey albumot. Május 6-án megjelent a Rocks and Honey Nagy Britanniában és Írországban is a Warner Bros kiadó gondozásában. Az album a brit toplista 52. helyén nyitott. A nagylemez ezen kívül a dán toplista 28. helyére is felkerült.

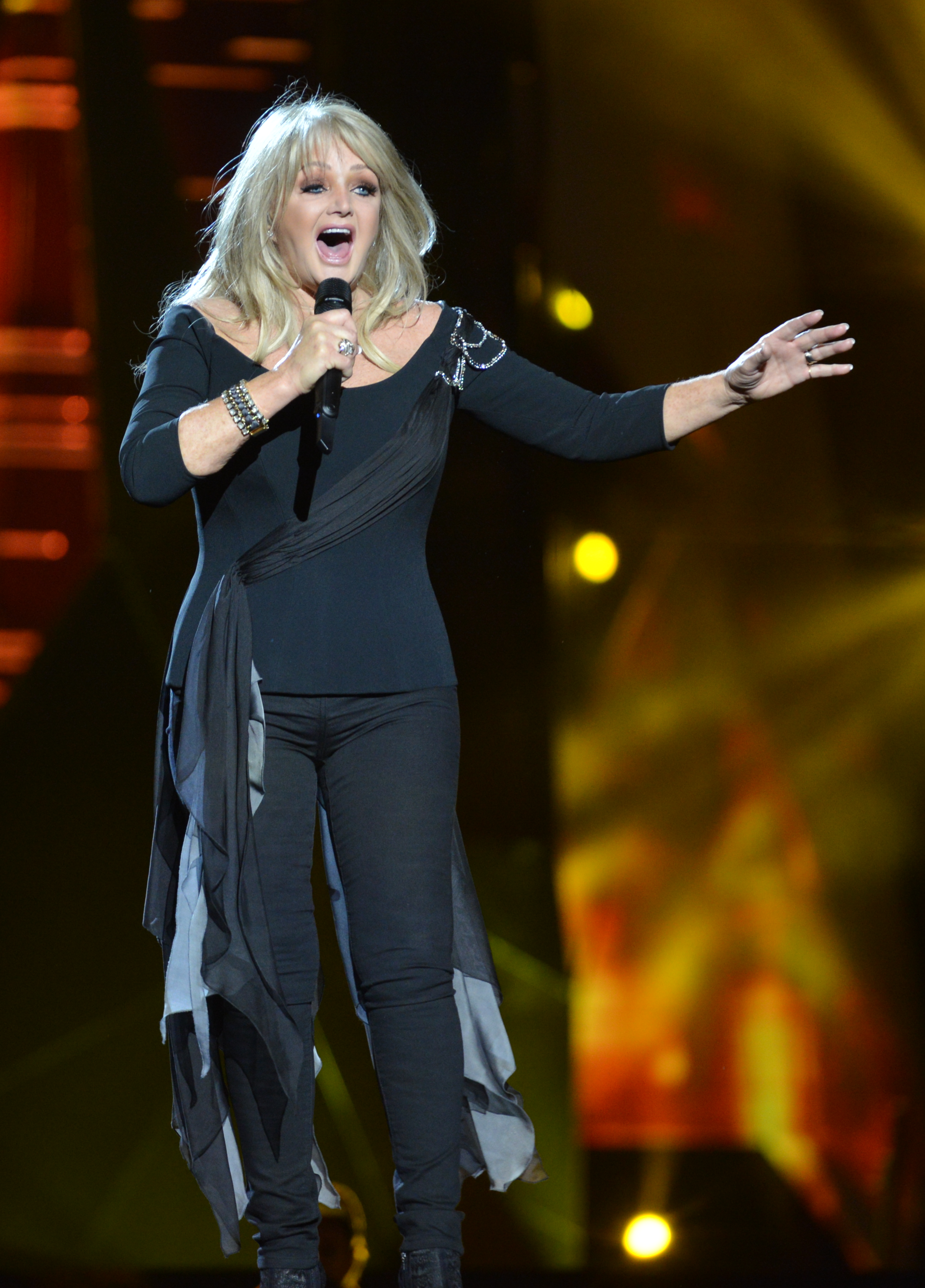
Bonnie Tyler az Eurovíziós Dalfesztivál döntőjében énekel 2013. május 18-án

2013. május 10-én Bonnie Tyler megérkezett Malmőbe, az Eurovíziós Dalfesztivál színhelyére. Az énekesnő vasárnap tartott először hangpróbát továbbá részt vett a megnyitóceremónián is és több ország Eurovíziós képviselőjével fotózkodott. A május 18-i döntőn 15.-ként lépett színpadra, a versenyen pedig a 19. helyet szerezte meg összesen 23 ponttal. Az énekesnő május 29-től több napon át különböző franciaországi televízió és rádióműsorokban népszerűsítette új albumát. A Le Parisiennek adott interjúban arra a kérdésre, hogy szerinte manipulált e az Eurovíziós Dalfesztivál, az énekesnő így reagált: „Azt hiszem igen. A döntő után az oroszok panaszkodtak, hogy miért nem kaptak egy pontot sem a szomszédos Azerbajdzsántól, amiért fizettek. Fizettek? Elnézést! Ez egy verseny? .. de már nem érdekel. Nagy Britannia 16 évvel ezelőtt nyert utoljára de én sem vártam el, hogy mi nyerjünk. Kár, hogy az emberek nem jönnek rá, hogy ez egy dalverseny ahol a dalokra kell szavazni, nem pedig a szomszédokra.”
2013. június 14-én a Sony Music egy CD kollekciót adott ki Bonnie Tyler legnagyobb slágereivel a nyolcvanas évekből illetve a kilencvenes évek elejéből All the Hits 3CD címmel. Augusztus 16-án a ZYX Music a második kislemezt is kiadta, amely a This is Gonna Hurt című dalból készül. A Sony Music pedig szeptember 13-án adja kis a Faster Than the Speed of Night 30th Anniversary Edition kiadványt, a lemez 30 éves jubileuma alkalmából. Bonnie Tyler és Meat Loaf közös válogatásalbuma, a Heaven & Hell júliusban az Egyesült Királyságban elérte a 300 000 eladott példányszámot, így platinalemez minősítést kapott.
2013 nyarán az énekesnőt Pride of Britain – Local Hero Awards díjra illetve a BASCA Gold Badge Awards díjára is jelölték, melyből utóbbit sikerült is megnyernie. A Sony Music Dél-Afrikában kiadta a 14 Great Hits című válogatásalbumát ami Dél-Afrikában az 53., Namíbiában a 37. helyen szerepelt az iTunes Store toplistáján. Szeptember 16-án a skandináv államokban csak digitális formátumban megjelent a Rocks and Honey albumáról a harmadik kislemezdal, a Love is the Knife.
A BBC a 2013-as Children in Need gyermekjóléti kampányában Bonnie Tylert is felkérték és két reklámfilmet is készítettek az énekesnővel.
November másodikán a brit Music Club Deluxe és a Sony Music közösen kiadták a The Collection 2CD deluxe kiadványt 7, nagylemezen eddig ki nem adott dallal.
Az énekesnő 2014. január 31-én Moszkvában adott koncertet, amelyet igen jó sajóvisszhang követett. Február 7-én a szintén Wales-i származású Rhydian, a brit X-Factor 2007-es szériájának második helyezettje saját twitter csatornáján illetve hivatalos honlapján hozta nyilvánosságra a március 10-én megjelenő új albumának részleteit, melyből kiderült, hogy a Miserere című dalban Bonnie Tyler lesz a duettpartnere.
2014. június 7-én Bonnie a 15. Harley-Davidson Open Road Fest világsztár fellépője volt Alsóörsön, az Europa Kempingben, ahol nagy sikerű koncertet adott. Másnap, a születésnapját Balatonfüreden, a Borcsa Étteremben ünnepelte. A nyár folyamán folyamatosan koncertezett szerte Európában. Szeptemberben Frankie Miller új albumán jelent meg egy duett, melyet Bonnie és Spike közösen énekelt. A címe Fortune. Október végén Bonnie Isztambulban adott koncertet, majd egy interjúban elmondta, hogy 2015-ben új albummal jelentkezik és már több dalt rögzítettek is. A dalszerző Jim Steinman.
A koncertemen idősebb emberek vannak, és pár hónapja történt, amikor velük együtt széken állva, fiatalok is elkezdtek énekelni. Nagyon büszke voltam arra a néhány új fiatal rajongóra. Olyan volt a fogadtatás, hogy újra fiatalnak éreztem magam.

### Új lemezek, koncertek
A 2015-ös esztendőt az énekesnő pihenéssel és koncertezéssel töltötte. Németországban Az oroszlánkirály című Walt Disney rajzfilm betétdalát énekelte a Die schönsten Disney Songs aller Zeiten című show műsorban. Októberben New Yorkban az NBC csatorna Best Time Ever with Neil Patrick Harris című show műsorában két dal is énekelt. A Holding Out for a Hero-t Alec Baldwinnel és Nicole Scherzingerrel illetve a műsorvezetővel, Neil Patrick Harrisszel közösen énekelte.
2015. szeptember 15-én a brit Union Square Music a Sony Music közreműködésével kiadta a The Very Best Of Bonnie Tyler 2CD kiadványt digitális és kétlemezes digipak formátumban. A kollekció az énekesnő hetvenes években megjelent dalaiból válogat illetve öt dalt tartalmaz a Columbia Records-nál kiadott dalaiból is. A lemezhez tartozik egy nyolc oldalas szövegkönyv is Bonnie Tyler karriertörténetével.
Novemberben Sanghajban az Audi R8 LMS Cup sztárvendége volt, ahol több dalt is elénekelt az expo résztvevőinek. De látogatást tett a sanghaji TV torony üvegpadlójú kilátóteraszán is.
2016 februárjában az Eventim bejelentette, hogy Bonnie Tyler The Greatest Hits Tour 2016 címmel koncertkörutat tesz Németország tíz nagyvárosában október 30-tól november 12-ig.
2016 nyarán az énekesnő Svédországban, az Egyesült Királyságban, Romániában, Lengyelországban, Svájcban, Németországban és Magyarországon is fellépett. Debrecenben, a Népszava cím napilapnak adott exkluzív interjújában, arra a kérdésre, hogy dolgozik e már az új lemezén, annyit mondott, hogy nem tör-zúz azért, hogy lehessen új albuma. De hozzátette, a közeljövőben elképzelhető, hogy visszatér Nashville-be.
2016. augusztus 12-én a franciaországi Sony Music kiadta a La Sélection Bonnie Tyler 3CD kiadváyt, az énekesnő 1983 és 1993 között megjelent dalaival speciális csomagolásban. Szeptember 30-án megjelent Frankie Miller Double Take című albuma, amelyen világsztárokkal énekel duettet, köztük Bonnie Tylerrel is, "True Love" címmel. A nagylemez deluxe kiadásához egy DVD is tartozik, egy dokumentumfilmmel, amelyben Elton John, Rod Stewart mellett Bonnie Tyler is beszél Frankieről.
Október végén az MFP Concerts GmbH információja szerint az énekesnő "Greatest Hits" turnéállomásainak nagy részére minden jegy elkelt. Drezdában a ráadáskoncert is telt házas. Továbbá bejelenti, hogy Bonnie Tyler 2017 nyarán "Open Air" turnéjával további hat német városban lép fel, köztük Drezdában is. A berlini koncert kapcsán a Berliner Morgenpostnak adott egy interjút és már részletesen kitért arra, hogy decemberben Nashville-be utazik, hogy egy új country-rock albumot készítsen. Elmondása szerint már több remek dal van a láthatáron és Johnny Cash fiával, John Carter Cash-el készíti el az új lemezt. Bonnie hivatalos weboldalán pedig megjelentek a 2017-es fellépéseinek időpontjai. Az énekesnő Új-Zélandon és Ausztráliában is több koncertet ad. Új-Zélandon az Alan Parsons Projecttel közösen turnézik, és itt is minden jegy elkelt. Dél-Afrikában Johannesburgban három, míg Fokvárosban egy fellépése lesz, de most először Izraelbe is ellátogat két koncert erejéig.
2017 áprilisában a német Hard-rock és Heavy Metal együttes, az Axel Rudi Pell "The Ballads V." című albumán lesz hallható egy duett, Bonnie és a csapat frontembere Johnny Gioeli énekel majd. A dal címe "Love is Holding On".
2017 augusztus 21-én az Egyesült Államokban teljes napfogyatkozás volt. Bonnie Tyler az 'Oasis of the Seas' tengerjáró hajó fedélzetén énekelte el a Total Eclipse of the Heart című slágerét a Joe Jonas vezette DNCE együttessel a teljes elsötétedés pillanatában. A dalt kétszer is elénekelték. Először a teljes sötétedés idejéig tartó, alig 3 perces verziót, majd a teljes, 7 perces eredeti változatot. Az énekesnő ezt megelőzően élőben adott interjút az ABC csatorna Good Morning America című reggeli műsorban illetve bejelentkezett a CNN hírcsatornán is, ahol egy kis részt is elénekelt a legendás dalból. Minden amerikai sajtó beszámolt az eseményről, köztük a Rolling Stone, Time, USA Today és a Billboard internetes kiadásai is. De a világsajtót is bejárta a hír. Az amerikai Nilesen piackutató folyamatosan mérte a dal népszerűségét, amelyet az iTunes Store-ról 503%-kal többen töltöttek le, mint egy átlagos napon. A vezetést is átvette az iTunes Store toplistán, így megtörte a hetek óta listavezető Despacito című dal népszerűségét. A Forbes szerint a dal rakétasebességgel taszította le Luis Fonsi és Justin Bieber slágerét a toplistáról. A dal a Youtube-on és a Spotify-on is igen népszerű volt, utóbbinál 3 ezer százalékkal többen kattintottak a dalra. A Billboard toplistára újra felkerült 34 év után a Total Eclipse of the Heart, mégpedig a digitális eladási lista 13. helyére. Ezen kívül az Amazon webáruházban az első volt a letöltések között. A Billboardon a 2015-ben megjelent, dupla lemezes The Very Best of Bonnie Tyler a 36. helyen nyitott.
Bonnie Tyler a napfogyatkozás nagy nyertese
2017. szeptember elején a német Eventim bejelenti, hogy 2018-ban Bonnie Tyler 18 állomásos németországi, ausztriai és svájci turnéra indul. A "40 Years It's A Heartache Turné" állomásaira elkezdődött a jegyértékesítés.
2017. november 24-én a brit Cherry Red Records kiadta a Bonnie Tyler: Remixes And Rarities (Deluxe Edition) dupla lemezes kiadványát. A lemezekre olyan dalok is kerültek fel, amelyek korábban CD-n még nem kerültek kiadásra, csak bakelit kislemezeken vagy regionális kiadásokon jelentek meg. Ilyen például a az 1981-es, csak Japánban kiadott "Sayonara Tokyo"; a Görögországban toplista első "The Desert is in Your Heart" Sofia Arvaniti énekesnővel görög-angol nyelven előadva; a brazil Fabio Juniorral brazil-angol nyelven nekelt "Sem Limites Pra Sonhar", ami Brazíliában, Peruban, Venezuelában és Portugáliában volt listavezető illetve az 1979-es Yamaha Dalverseny díjnyertes dala, amit Bonnie spanyol nyelven is elénekelt. A különleges dalok mellett remixek, rádió-, extended és instrumentális verziók is hallhatóak lesznek.
2018. március 11. és április 12. között a németországi S-Promotion koncertszervező iroda Bonnie Tylerrel önálló németországi turnét adott 40 Years Of It's A Heartache Tour címmel. Több városban is teltházas koncertet adott Bonnie, aki ezen a turnéján adta először a korábbi nagy slágereiből készült három Medley-t élőben.
Szeptember 2-án Bonnie és Cliff Richard a portugál KISS FM rádió Solig Gold Sunday című műsorának vendégei voltak és a rajongók kérdéseire válaszoltak. A rádió a Facebookon élőben is közvetítette az interjút. Bonnie letisztázta, a korábban a brit sajtóban megjelent híreket, miszerint ő és Rod Stewart közös duettalbumot készítenek. Az énekesnő elmondta, hogy egy duettről van szó, ami a 2019 márciusában megjelenő albumán lesz hallható, és nem egy komplett duettlemezről. Továbbá hogy reméli, a Roddal közös dala lesz majd a második kislemez. Az első ugyanis a Seven Waves című dal lesz, amit Barry Gibb írt Bonnienak.
2018. október 24-én a németországi RBK Entertainment bejelenti, hogy 2019 tavaszán Bonnie Tylerrel 23 helyszínből álló turnét szervez amelyen az énekesnő a nagy slágerei mellett a tavasszal megjelenő új albumának dalait is előadja majd. A turné az új lemez címé viseli, vagyis a "Between the Earth & the Stars Live Tour". Bonnie Németország mellett Ausztriában, Luxemburgban, Franciaországban, Belgiumban és Hollandiában is ad koncertet.
2019. február 1-én megjelent új kislemezdala, a Hold On az ismert stream oldalakon illetve az amazon webáruházában. Egy héttel később a dalhoz készült videóklip is felkerült az énekesnő Youtube Vevo csatornájára, amit egy nap alatt 10 ezren néztek meg. Ezzel egy időben a bonnietyler.com és az énekesnő hivatalos facebook oldala is frissült.
2019. március 15-én megjelenik 17. stúdióalbuma, Between the Earth and the Stars címmel Európában a német Edel Records / earMusic kiadó gondozásában. Az Egyesült Királyságban március 22-én az Egyesült Államokban és Kanadában pedig április 12-én került forgalomba. Az albumon három duett is hallható. Rod Stewart, Francis Rossi (Status Quo) és Cliff Richard énekel Bonnieval. Barry Gibb is írt egy dalt Bonnie számára illetve Amy Wadge három dalt írt a lemezre.
2019 december 14-én rendezték meg a 27. alkalommal rendezték eg a Vatikán-ban azt a koncertet, amelynek teljes bevételét a "Valdocco Don Bosco” amazóniai missziók és a Pápai Scholas Occurrentes nevelési alapítvány céljaira fordítják. Minden alkalommal ismert olasz és világhírű énekesek lépnek fel. Walest Bonnie Tyler képviselte, Skóciát Susan Boyle, az Egyesült Államokat pedig Lionel Richie. A Szentatya előző nap fogadta az előadóművészeket és szervezőket. Ferenc pápa az Apostoli Palotában találkozott a mintegy 180 fős csoporttal, és a megtestesülés titkáról, Isten alázatáról és gyengédségéről beszélt nekik. Bonnie a "Total Eclipse of the Heart" slágerét énekelte.
2020 februárjában nyilvánosságra került Bonnie ezévi koncerttúrnéjának állomásai. Az énekesnő első alkalommal Dél-Amerikai turnéra is indult volva Brazíliába és Uruguayba, a koronavírus járvány miatt azonban törölték a májusra ütemezett fellépéseket. Áprilisban a német kormány bejelentette, hogy augusztus 31-ig tilos a koncertek és szabadtéri rendezvények lebonyolítása így a németországi koncertek is elmaradnak. Április 18-án a belga Radio2-nek adott interjújában elmondta, hogy kész van az új albuma, melynek címe "The Best is Yet to Come" és 2021 februárjában jelenik meg. Addig vizont kiadásra kerül még a 2019-es "Between the Earth snd the Stars Live" turné koncertfelvétele, amit a párizsi L'Olympia Hallban rögzítettek.
A Koronavírus miatt valamennyi 2020-as koncertje kesőbbre tolódott. Azonban karitatív céllal két dalban is közreműködött. A Teenege Cancer Trust az Egyesült Királyságban élő fiatal rákbetegek segítésére létrejött alapítvány Bonnie egy korábbi, 2005-ben megjelent dalát választotta hivatalos dalnak. A "Through Thick & Thin' (I'll Stand By You)' dalban [[Lorraine Crosby]] a duettparnere. A dal digitális formában jelent meg és a teljes bevételt a Teenege Cancer Trust alapítvány javára ment. A dal a brit iTunes toplista első helyéig jutott, de az Official Singles Downloads Chart Top 100 listán a 64. helyén nyitott.
Másik közreműködése a Bergamo in Our Hearts charity dal a Koronavíris járvány európai gócpontjának, az olaszországi Bergamo városának megsegítésére jött létre. Az ott élő és dolgozó orvosok és nővérek csodákat tettek, és számos tanúbizonyság érkezett támogatásról és anyagi segítségről, amelyek Olaszország egész területéről érkeztek. Időközben az önkormányzati szolgálatok, társadalmi együttműködés és több száz önkéntes támogatásával a legkiszolgáltatottabb emberek otthonaiba juttattak segítséget, kezdve a sok egyedül élő idős embertől.Ennek apopóján és további támogatás reményében született meg az Alan Parson"s Project "Don't Answer Me" című dalának feldolgozása, amelyben Bonnie Tyler mellett Lenny Zakatek és George McCraeis énekel. A dalt minden előadó a saját otthonában, stúdiójában rögzítette, éppúgy, mint a videokliphez tartozó snitteket is.
2020. december 10-én Bonnie Tyler menedzsmentje és lemezkiadója az earMusic bejelentette, hogy 2021. február 26-án megjelenik az énekesnő 18. stúdióalbuma The Best Is Yet To Come címmel. Bonnie hivatalos Youtube csatornájára fel is töltöttek egy három dalból álló medleyt, köztük egy részletet a december 18-án megjelenő kislemezdalból is.
Ez az album zeneileg teljesen eltérő Bonnie korábbi albumainál. A The Best is Yet to Come egy zenei időutazás, vissza a 80-as évekbe. Szintetizátorok, pop-rock, némi blues és balladák, bár többségében lendületes, tempós dalok hallhatók.
A 12 dal között több feldolgozás is van. Donovan 1965-ös Catch the Wind című dala mellett a 10cc I'm Not in Love slágere is elhangzik Bonnie előadásában, teljesen új hangszerelésben. Az énekesnő Desmond Childtól is kért egy dalt. A világhírű zeneszerző, producer a Stronger Than a Man című dalát küldte el Bonnienak.

### Újabb sikerek és elismerések a pandémia után
2021 júliusában a Cherry Red Records lemezkiadó az előrendelési kínálatba tette a Bonnie Tyler – The EastWest Years 1995-1998 című kiadványt, ami az énekesnő 1995-ös Free Spirit és 1998-as All In One Voice című nagylemezének újrakiadása, kiegészülve egy harmadik lemezzel, amelyen bónusz dalok és remixek hallhatók. Szeptember 11-én Budapesten a Barba Negra sikerült megtartani a koronavírus járvány miatt egy évvel későbbre halasztott koncertjét. 2022 február 27-én a szintén a világjárvány miatt későbbi időpontra került Dubai EXPO-n olyan előadók mellett lépett fel, mint a Boney M. és a Village People.
Június 27-én Athénban a Desmond Child által a Herodes Atticus Odeonban szervezett szuperkoncertjének fellépője volt. 3 Child által írt dalát énekelte el a zeneszerző pedig zongorán kísérte. Child ezzel a koncerttel tiszteletét fejezte ki a görög kultúra előtt illetve kinyilvánítsa támogatását a folyamatban lévő globális kampány, a Parthenon-szobrok újraegyesítéséért. A koncert bevételének egy részét az Akropolisz Múzeumnak ajánlják fel. Bonnie Tyler mellett olyan énekesek léptek még fel, akik szintén együtt dolgoztak már a zeneszerzővel (Alice Cooper, The Rasmus) 
Júniusban II. Erzsébet brit királynő platinajubileumán jelentették be, hogy Bonnie Tyler zenei munkásságáért a Brit Birodalom rendjének tagjává választják (MBE). Bonnie szombat este a walesi ünnepségen lépett fel, Cardiffban. A koncerten három dal adott elő. Az esti fellépés előtt itt találkozott Vilmos herceggel és Katalin hercegnővel, akik látogatást tettek a helyszínen, hogy megnézzék az esi ünnepség előkészületeit. Októberben Stuttgartban a Vámpírok bálja musical 25 éves jubileumi előadásának sztárvendége volt. Az előadás után Von Krolock gróffal elénekelte a Total Eclipse of the Heart dalát. Novemberben Dél-amerikai turnéra indult, amit szintén a pandémia miatt kellett későbbre tenni. Brazíliában szinte végig teltházas koncerteket adott, csakúgy mint Uruguay fővárosában, Montevideoban is.
Február elsején Vilmos herceg a Windsori kastélyban átadta Bonnie Tylernek a Brit Birodalom Tagjának járó rangjelzést, amit zenei munkásságáért kapott.
"Ez egy nagyon izgalmas nap, soha nem felejtem el. Nagyon boldog vagyok. Soha nem gondoltam volna, hogy ilyen elismerést kapok. Édesanyám és édesapám nagyon büszkék lennének rám."
Szeptember 15-én A Sony Music UK és Bonnie Tyler közös kooperációban kiadta a Faster Than The Speed Of Night albumot a 40 éves évfordulóra piros bakelitlemezen. Előbbi kiadó a standard kiadást, Bonnie Tyler pedig a saját webáruházán keresztül a dedikált kiadást. Egy héttel később pedig megjelent Bonnie első önéletrajzi könyve Straight From The Heart címmel. Pár nappal később Cardiffban egy könyvesboltban dedikálta. Október 2-án utolsó turnéjára indult Európában. A 40 Years Of Total Eclipse Of The Heart turné országai: Németország, Ausztria, Svájc, Franciaország és Belgium. Bonnie Tyler 2024-től kezdve már csak fesztiválokon és önálló koncerten lép fel. turnét már nem vállal.
2024. április 5-én megjelenik harmadik live albuma, Bonnie Tyler: In Berlin címmel. A duplalemezes koncertalbum a 2019-es Between The Earth and The Stars Live Tour berlini koncertjét tartalmazza majd. Ezzel a lemezzel zárul le közös munkája az earMusic kiadóval. Innentől kezdve független előadóként folytatja pályáját.
Decemberben a német Schlagerpulse magazinnak adott interjúban elmondta, hogy a jövő évi májusi németországi "Just Live" turnéján már új dalokat is fog énekelni. Az első dal premierjére egy szilveszteri showműsort említett meg de részleteket még nem árulhatott el. December 27-én viszont már hivatalos facebook oldalán és valamennyi socialmedia felületén az új dalának egy 15 másodperces részletét töltötte fel. Három nappal később már egy hosszabb részletet mutatott meg az új dalhoz tartozó videóklipből. Bonnie december 31-én Münchenben a Silvester - Schlagerbooom 2025 című nagyszabású zenei műsorban adja elő Yes I Can című új dalát. A műsort az ARD, az ORF és az SFR televíziók élőben közvetítik.
2025. január 1-én megjelenik Yes I Can című új kislemeze a hozzá tartozó videoklippel. A dalt két Nashvillei szerző, Hannah Mcneil és Bill DiLuigi. A dal producere továbbra is David Mackay, aki Bonnie legutóbbi két albumát készítette.

## Magánélete

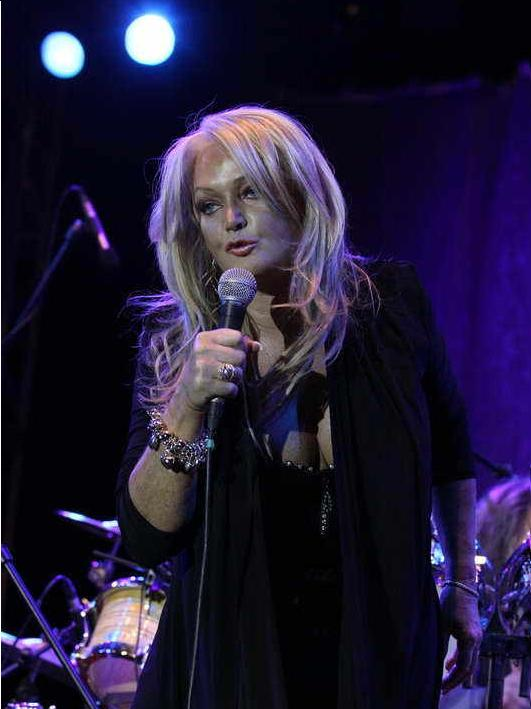
Bonnie Tyler Győrben, a Dunakapu téren felállított színpadon 2009. 08. 29-én

Magánéletéről keveset lehet tudni. Nem visszhangzik tőle a sajtó, nincsenek botrányai a fellépésein, és a férjével is idilli házasságban él lassan 50 éve. 1973. július 4-én ment férjhez Robert Sullivanhez, aki azóta folyamatosan elkíséri Bonnie-t minden fellépésére a világ bármely pontján, 2004 óta pedig a menedzsere, ő szervezi a fellépéseit.
Gyermekük nem született, vetéléséről így nyilatkozott: „Harmincéves koromig nem éreztem azt, hogy anya szeretnék lenni, amikor is úgy látszott, eljött az idő arra, hogy lehessen kisbabám. Abbahagytuk a védekezést, és megvolt a szándék arra, hogy ha megtörténik, akkor megtörténik. Megnyugodtunk, amikor az orvos azt mondta nekünk, hogy szülők lehetünk, de sajnos a terhesség két és feledik hónapjában elvetéltem a babámmal. Én és Rob újra próbálkoztunk egy pár év múlva, de nem jártunk szerencsével. Nagyon elfoglalt voltam a turnék miatt, ami különben sem lett volna jó a gyerek számára. De közben túl késő lett, hogy gyerekem szülessen.”
Skewenben vettek földet, ami közel van a tengerparthoz, és elmondása szerint 2 millió fontot ér. Az ingatlanhoz vízesés, trópusi medence és egy egzotikus fákkal teli övezet, valamint egy kastély tartozik, amely 930 négyzetméter alapterületű, és az 1850-es években épült, nem messze Catherine Zeta-Jones szüleinek házától. A párnak 44 millió font értékben vannak ingatlanjaik, többek között jachtkikötő, egy 360 holdas föld Berkshire-ben istállóval és 60 lóval, illetve egy-egy ház Portugáliában és Mauritiuson.

## Bonnie Tyler Magyarországon
Bonnie Tyler talán az eddig legtöbbször Magyarországon járt nyugati könnyűzenei énekesnő. Első ízben 1986. szeptember 12-én és 13-án lépett fel a Budapest Sportcsarnokban megrendezett nemzetközi popgálán, melynek célja a battonyai SOS-gyermekfalu megsegítése volt. Olyan neves nemzetközi előadók társaságában lépett színpadra, mint C. C. Catch és a Bad Boys Blue.
1992-ben már a Magyar Televízió egyik legsikeresebb show műsorába a Top Show-ba hívták meg, és Rózsa György készített vele interjút illetve több dalt is énekelt aktuális, Angel Heart című lemezéről (amely a MAHASZ TOP50 eladási listára is felkerült) illetve felcsendültek örökzöld slágerei is. A műsort a Magyar Televízió felvételről közvetítette a Thália színházból, összevágva a Ferihegyi repülőtérre való érkezésével és a Hotel Fórum-beli sajtótájékoztatóval valamint pezsgőkoccintással.

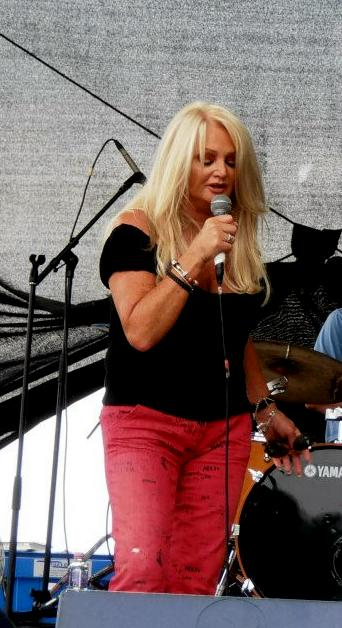
Bonnie Tyler próbál a budapesti koncertje előtt (2012. 08. 23.)

1994-ben már a Silhouette in Red Turné keretén belül látogatott hazánkba. Budapesten a Globe Arénában adott telt házas koncertet március elsején. Budapesti látogatása alatt a Hotel InterContinental látta vendégül. Március 2-i koncertjének helyszíne azonban bizonytalan. A később kiadott turnékönyv szerint Szombathelyen lépett fel, a magyar BRAVO magazinban azonban az áll, hogy Nyíregyházán a Bujtosi Szabadidőközpontban adott koncertet.
1996-ban újra villám látogatást tett hazánkban, ugyanis Rózsa György ismét meghívta a TOP-SHOW Szilveszteri műsorába, ahol három dalt adott elő élőben az Operettszínházban.
A 2000-es évek elején újra Budapestre érkezett Bonnie Tyler, a Magyar Televízió és a népszerű televíziós műsorvezető Hajdú Péter meghívására. Több MTV-s műsorban is fellépett (NévShowr, Europarty), interjút adott és Heartstrings című új lemezéről énekelt dalokat az ismert világslágerei mellett.
A Movies and Fashion Kft. 2003. február 12-ére meghirdette a világhírű amerikai színésznő és show-sztár, Liza Minnelli budapesti koncertjét, amelyet július 10-ére halasztott. A borsos árú jegyekből nagyon kevés fogyott, ráadásul sokan állítólag csak a koncert napján a helyszínen értesültek arról, hogy Minnelli helyett Bonnie Tyler lép színpadra. Egyes híradások szerint az énekesnő színvonalas műsort adott a csekély létszámú közönségnek. A magyar sajtóban később olyan negatív hírek jelentek meg, hogy Bonnie már hetekkel korábban tudott erről a budapesti fellépésről, vagyis egyáltalán nem az utolsó pillanatban kérték fel, Minelli állítólagos visszalépése miatt. Rosszindulatú tudósítások is megjelentek, melyek szerzői lényegében azt sugallták, hogy az Oscar-díjas Minnelli helyett egy haknizásból élő popsztárral kellett beérnie a magyar közönségnek. A mind nagyobb botrányban Liza is megszólalt: jogi lépéseket helyezett kilátásba, amennyiben személyét negatív színben tüntetik fel a rosszul szervezett koncert miatt. Az amerikai sztár egyébként később tényleg eljött fellépni Budapestre, műsora azonban a sajtóinformációk szerint, csalódást okozott.
2009. augusztus 29-én Győrben, a Dunakapu téren megrendezett Nyárzáró Fesztivál záró estjén lépett fel Bonnie, aki Mándoki László (Leslie Mandoki) invitálására érkezett a Győr-Moson-Sopron megyei nagyvárosba. Bonnie Tyler együttese nélkül, férjével érkezett és a koncert alatt a ManDoki Soulmates kísérte. Az együttes olyan sztárzenészek működtek közre redhagyó alkalommal, mint Al Di Meola és Steve Lukather. A koncert fináléjában a jól ismert Beatles slágert, az Imaginationt adták elő közösen Chris Thomsonnal kiegészülve, akivel Bonnie a kilencvenes évek elején lemezre énekelt egy duettet. Bonnie a koncert napján délelőtt sajtótájékoztatót adott, megnézte a kilátást a győri városháza tornyából és megkóstolta a gulyást is, ami nagyon ízlett neki. A koncert végeztével egy belvárosi hangulatos étteremben vacsorázott, ahová több rajongója is elkísérte.
2012. május 1-jén az énekesnő hivatalos honlapján frissítették a turnéidőpontokat és Budapest is felkerült a listára, miszerint a Budavári Palota udvarán ad koncertet augusztus 23-án. Az énekesnő augusztus 22-én éjjel érkezett meg a Liszt Ferenc Nemzetközi Repülőtérre, ahonnan a belvárosi New York Palace Hotelben szállt meg. Az énekesnő a Unique Festival meghívottjaként érkezett és augusztus 23-án lépett színpadra a Budai Vár Savoyai teraszán (Unique terasz). Bonnie a 80's Rockstars nap világsztár fellépője volt. Az előzenekar pedig a magyar Piramis együttes volt. A rockíva délután 16 órakor színpadra lépett és rövid hangpróbát tartott. Este 20:30 perctől pedig saját együttesével adott nagysikerű koncertet az RTL2 nagyszínpadán. 12 és 3 ráadás dalt tartalmazott a műsora, amelyben felcsendültek a legnagyobb slágerei is valamint olyan dalok, amelyeket ő is lemezre vett illetve egy Tina Turner dal, a River Deep Mountain High is. A koncert alatt Bonnie kiemelte, milyen gyönyörű város Budapest és hogy mennyire tetszik neki.
2014. június 7-én az alsóörsön megrendezésre kerülő 15. jubileumi Harley Davidson Open Road Fest hivatalos weboldalán bejelentették, hogy a 2014-es év világsztár fellépője Bonnie Tyler lesz, aki a nagyszínpadon fog fellépni este 22 órakor. Dobai Attila, a fesztivál igazgatója sajtóközleményében azt mondta, nagyon büszke rá, hogy a brit rocklegenda, Bonne Tyler elfogadta a meghívást. Továbbá az énekesnő üzenetét is tolmácsolta „Nagy megtiszteltetés számomra, hogy egy olyan ikonikus márka, mint a Harley-Davidson, azt szeretné, hogy az én dalaim csendüljenek fel a rendezvényén. Természetesen örömmel elfogadtam a felkérést és megígérhetem, hogy különleges műsorral készülök a Balaton-parti közönségnek”
Bonnie Tyler 2014. június 6-án késő délután érkezett meg a budapesti Liszt Ferenc nemzetközi repülőtérre, ahol az RTL Klub Reflektor című műsorának riportere készített vele interjút, majd onnan Balatonalmádiba vitték, ahol a Ramada Hotelban szállt meg. Másnap az énekesnő a férjével és menedzserével illetve együttesének néhány tagjával Siófokra látogattak, ahol egy üzletben Negro cukrot vásároltak. Délután 16 órakor már az alsóörsi Európa Kempingben felállított nagyszínpadon próbáltak. Este 22 órakor pedig már színpadra is lépett a közönség előtt, ahol 16 dalt énekelt el. Utolsó dalként a Holding Out for a Hero-t énekelte, melynek végén a fesztivál igazgatója, Dobai Attila fehér Harley-motorján felgurult a színpadra és egy csokor virággal köszöntötte az énekesnőt, továbbá egy kis meglepetéssel is készült neki. Bonnie Tylert születésnapja alkalmából tűzijátékkal köszöntötték majd pezsgővel koccintottak a színpadon. A többezres közönség pedig magyarul énekelte el az énekesnőnek a "Boldog Szülinapot" című dalt. Másnap Bonnie együttese egy meglepetés ebéddel köszöntötte az énekesnőt a balatonfüredi Borcsa Étteremben, ahol egy epertortát kapott tűzijátékkal.
2016. június 18-án Bonnie Tyler és együttese Debrecenben adott koncertet a Kerekestelei Fürdő felújítása és az új fürdőrész átadóünnepsége után. Az énekesnő most először járt a Kelet-Magyarországi térségben.
2019. július 27-én Tokajban, a Fesztiválkatlanban ad koncertet.
| Év                   | Esemény                                  | Város                         | Helyszín                                           | Fellépés |
| -------------------- | ---------------------------------------- | ----------------------------- | -------------------------------------------------- | --- |
| 1986. szeptember 12. | Sztárok a gyermekekért segélykoncert     | Budapest                      | Budapest Sportcsarnok                              | élő koncert                                                                                                   |
| 1986. szeptember 13. | Sztárok a gyermekekért segélykoncert     | Budapest                      | Budapest Sportcsarnok                              | élő koncert                                                                                                   |
| 1992.                | Top Show Rózsa Györggyel                 | Budapest                      | Operettszínház                                     | TV szereplés + minikoncert                                                                                    |
| 1994. március 1.     | Silhouette in Red Tour                   | Budapest                      | Globe Aréna                                        | lemezbemutató élő nagy koncert                                                                                |
| 1994. március 2.     | Silhouette in Red Tour                   | Nyíregyháza vagy Szombathely* | Bujtosi Szabadidő Központ vagy szabadtéri színpad* | lemezbemutató élő nagy koncert (A helyszín bizonytalan az interneten fellelhető ellentétes információk miatt) |
| 1996. december       | TOP-SHOW – Elvarázsolt éj                | Budapest                      | Operettszínház                                     | 3 dalt énekelt Rózsa György szilveszteri műsorában                                                            |
| 1999. június         | Privát fellépés                          | Budapest                      |                                                    | |
| 2003                 | Néwshowr, EuroParty                      | Budapest                      | Magyar Televízió                                   | TV szereplés + minikoncert                                                                                    |
| 2004. június 14.     | Liza Minnelli elmaradt koncertje helyett | Budapest                      | Kisstadion                                         | lemezbemutató élő nagy koncert                                                                                |
| 2009. augusztus 29.  | Nyárzáró szuperkoncert                   | Győr                          | Dunakapu tér                                       | élő koncert a ManDoki Soulmates kíséretében                                                                   |
| 2012. augusztus 23.  | Unique Festival                          | Budapest                      | Budai Vár                                          | élő nagy koncert az RTL2 nagyszínpadán a Budavári Palotában                                                   |
| 2014. június 7.      | 15. Harley Davidson Open Road Fest       | Alsóörs                       | Európa Kemping                                     | Élő nagykoncert a fesztivál nagyszínpadán                                                                     |
| 2016. június 18.     | Kerekestelepi Fesztivál                  | Debrecen                      | Kerekestelepi Fürdő és Lyra Kemping                | Élő nagykoncert a fürdőkomplexum átadási ünnepsége után.                                                      |
| 2019. július 27.     | Bonnie Tyler koncert                     | Tokaj                         | Fesztiválkatlan                                    | Between the Earth and the Stars Live 2019 turné dalaival                                                      |
| 2021. szeptember 11. | Bonnie Tyler koncert                     | Budapest                      | Barba Negra                                        | The Best Is Yet To Come Live 2021 turné dalaival                                                              |
| 2023. július 29.     | Bonnie Tyler koncert                     | Veresegyház                   | Mézesvölgyi nyár                                   | Új turné dallistával                                                                                          |

## Díjak és elismerések 1978–2016
| Év   | Ország             | Díj                                                                                    | Kategória (dal címe)                                                                                                   | Eredmény |
| ---- | ------------------ | -------------------------------------------------------------------------------------- | --- | -------- |
| 1977 | Egyesült Királyság | Brit Awards                                                                            | Legjobb felfedezett (Lost in France)                                                                                   | jelölt   |
| 1978 | Egyesült Királyság | Music Retailer Magazin                                                                 | Legjobb énekesnő (Lost in France)                                                                                      | megnyert |
| 1978 | Egyesült Királyság | Daily Express                                                                          | Legjobb énekesnő (Lost in France)                                                                                      | megnyert |
| 1978 | Németország        | Bravo OTTO Gold Award                                                                  | Legjobb énekesnő (It’s a Heartache)                                                                                    | megnyert |
| 1978 | Németország        | Goldene Europa                                                                         | Legjobb énekesnő (It’s a Heartache)                                                                                    | megnyert |
| 1979 | Japán              | Yamaha Grand Prix - World Popular Song Festival                                        | Nemzetközi nagydíj (Sitting on the Edge of the Ocean)                                                                  | megnyert |
| 1979 | Spanyolország      | Radio Espana                                                                           | Legjobb nemzetközi énekesnő                                                                                            | megnyert |
| 1979 | Spanyolország      | Radio Espana                                                                           | Legjobb új előadó | megnyert |
| 1979 | USA                | Academy Country Music                                                                  | Legjobb énekesnő (It’s a Heartache)                                                                                    | megnyert |
| 1983 | Egyesült Királyság | Guinness World Record                                                                  | Az első női előadó akinek az albuma rögtön az első helyen lépett be a brit toplistára (Faster than the Speed of Night) | megnyert |
| 1983 | Egyesült Királyság | Brit Awards                                                                            | Legjobb énekesnő (Total Eclipse of the Heart)                                                                          | jelölt   |
| 1983 | USA                | American Music Awards                                                                  | Legjobb pop-rock énekesnő)                                                                                             | jelölt   |
| 1983 | USA                | American Music Awards                                                                  | Legjobb dal (Total Eclipse of the Heart)                                                                               | jelölt   |
| 1983 | Németország        | Goldene Europa                                                                         | Legjobb énekesnő | megnyert |
| 1984 | USA                | Grammy Awards                                                                          | Legjobb énekesnő (Total Eclipse of the Heart)                                                                          | jelölt   |
| 1984 | USA                | Grammy Awards                                                                          | Legjobb Pop Album (Faster than the Speed of Night)                                                                     | jelölt   |
| 1984 | Egyesült Királyság | Variety Club of Great Britain Award                                                    | Legjobb dal (Total Eclipse of the Heart)                                                                               | megnyert |
| 1985 | USA                | Grammy Awards                                                                          | Legjobb Rock énekesnő (Here She Comes)                                                                                 | jelölt   |
| 1986 | Egyesült Királyság | Brit Awards                                                                            | Legjobb énekesnő | jelölt   |
| 1986 | Franciaország      | MIDEM Awards (Marché International du Disque et de l'Edition Musicale)                 | Legjobb nemzetközi énekesnő                                                                                            | megnyert |
| 1986 | USA                | Billboard Video Music Awards                                                           | Az év legjobb videóklipje (If You Were a Woman)                                                                        | jelölt   |
| 1986 | USA                | Billboard Video Music Awards                                                           | Az év legjobb videóklipje női előadótól (If You Were a Woman)                                                          | jelölt   |
| 1986 | USA                | Billboard Video Music Awards                                                           | Legjobb rock videóklip (If You Were a Woman)                                                                           | jelölt   |
| 1986 | USA                | Billboard Video Music Awards                                                           | Legjobb rendezésű videóklip (If You Were a Woman)                                                                      | jelölt   |
| 1986 | USA                | Billboard Video Music Awards                                                           | Legjobb koreográfia (If You Were a Woman)                                                                              | jelölt   |
| 1986 | USA                | Billboard Video Music Awards                                                           | Legjobb speciális effektus (If You Were a Woman)                                                                       | jelölt   |
| 1986 | USA                | Billboard Video Music Awards                                                           | Legjobb látványterv (If You Were a Woman)                                                                              | jelölt   |
| 1987 | Belgium            | Diamond Awards                                                                         | Legjobb nemzetközi énekesnő                                                                                            | megnyert |
| 1992 | Németország        | Bravo OTTO                                                                             | Legjobb énekesnő | megnyert |
| 1992 | Németország        | German ECHO Awards                                                                     | Legjobb nemzetközi énekesnő                                                                                            | jelölt   |
| 1992 | Németország        | RSH Gold                                                                               | Legnépszerűbb német producerű előadó                                                                                   | megnyert |
| 1992 | Németország        | RSH Gold                                                                               | Az év fülbemászó dala (Bitterblue)                                                                                     | megnyert |
| 1993 | Németország        | Goldene Europa                                                                         | Legjobb énekesnő | megnyert |
| 1993 | Németország        | Bravo OTTO                                                                             | Legjobb nemzetközi énekesnő                                                                                            | jelölt   |
| 1993 | Németország        | Bravo OTTO                                                                             | Legjobb album (Silhouette in Red)                                                                                      | jelölt   |
| 1993 | Németország        | Bravo OTTO                                                                             | Legjobb show | jelölt   |
| 1993 | Németország        | Bravo OTTO                                                                             | Legszebb énekesnő | jelölt   |
| 1993 | Németország        | Bravo OTTO                                                                             | Legjobb válogatásalbum (The Very Best of Bonnie Tyler Volume 1.)                                                       | jelölt   |
| 1994 | Németország        | German ECHO Awards                                                                     | Legjobb nemzetközi énekesnő                                                                                            | megnyert |
| 1999 | Németország        | Radio Regenbogen Awards                                                                | Nemzetközi Rock Életműdíj                                                                                              | megnyert |
| 2001 | Egyesült Királyság | Writs Welsh Music Awards                                                               | Legjobb válogatásalbum (The Greatest Hits)                                                                             | jelölt   |
| 2002 | Egyesült Királyság | Royal Welsh College of Music & Drama                                                   | Életműdíj | megnyert |
| 2004 | Franciaország      | SNEP (Syndicat national de l'édition phonographique) Awards                            | Legjobb dal (Si Demain... (Turn Around))                                                                               | megnyert |
| 2004 | Franciaország      | Les Hits de Diamand                                                                    | Legjobb dal (Si Demain... (Turn Around))                                                                               | megnyert |
| 2005 | Németország        | Steiger Awards                                                                         | Életműdíj | megnyert |
| 2009 | Németország        | Angel Awards                                                                           | Különleges társadalmi szerepvállalás                                                                                   | megnyert |
| 2009 | Egyesült Királyság | Guinness World Record                                                                  | A Sony SingStar karaoke áruházában legtöbbször letöltött dal (Total Eclipse of the Heart 1,000,000)                    | megnyert |
| 2010 | Egyesült Királyság | Neath Port Talbot - Freedom of the county                                              | Tiszteletbeli elismerés Port Talbot városától)                                                                         | megnyert |
| 2011 | Norvégia           | Norwegian Honor Award (Silver Medal)                                                   | Zenei munkásságáért | megnyert |
| 2011 | Egyesült Királyság | BMI London Award                                                                       | Million-Air Award Songs (It’s a Heartache)                                                                             | megnyert |
| 2013 | Németország        | BigBOX Allgäu - Sold Out Award                                                         | Telt házas koncert Rock Meets Classic Tour 2013                                                                        | megnyert |
| 2013 | Németország        | ESC Radio Awards                                                                       | Legjobb dal (Believe in Me)                                                                                            | megnyert |
| 2013 | Németország        | ESC Radio Awards                                                                       | Legjobb női előadó | megnyert |
| 2013 | Portugália         | ESC Portugal Awards                                                                    | Karrier díj | megnyert |
| 2013 | Egyesült Királyság | Swansea University, DLitt Honorary Degree                                              | Díszdoktori cím, eddigi zenei munkásságáért                                                                            | megnyert |
| 2013 | Egyesült Királyság | BASCA (the British Academy of Songwriters, Composers and Authors)                      | Gold Badge Awards | megnyert |
| 2013 | Egyesült Királyság | Pride of Britain                                                                       | Local Hero Award | jelölt   |
| 2013 | Svájc              | Eurosong Awards                                                                        | Legjobb Énekesnő | jelölt   |
| 2013 | Svájc              | Eurosong Awards                                                                        | Legjobb Album (Rocks and Honey)                                                                                        | jelölt   |
| 2013 | USA                | Eurovision Time Awards (Artistic Award)                                                | Legjobb megjelenésű énekesnő                                                                                           | jelölt   |
| 2014 | Portugália         | EurovisionOnTop Awards                                                                 | Legjobb Énekesnő | jelölt   |
| 2014 | Portugália         | EurovisionOnTop Awards                                                                 | Legjobb Album (Rocks and Honey)                                                                                        | jelölt   |
| 2014 | Portugália         | EurovisionOnTop Awards                                                                 | Legjobb Koncert | jelölt   |
| 2014 | Oroszország        | Goldstar Radio Awards                                                                  | Top World Song (All I Ever Wanted)                                                                                     | megnyert |
| 2016 | Egyesült Királyság | Swansea's Lord Mayor’s Honours                                                         | Service of Music Award                                                                                                 | megnyert |
| 2023 | Egyesült Királyság | Member of the Most Excellent Order of the British Empire / Brit Birodalom Rendje (MBE) | Zenei munkásságáért | megnyert |

## Listavezető dalai
| Év   | Dal                                                                     | Album                            | Ország |
| ---- | ----------------------------------------------------------------------- | -------------------------------- | --- |
| 1979 | It’s a Heartache                                                        | Natural Force                    | Franciaország · Kanada · Svédország · Brazília · Norvégia · Ausztrália · Új-Zéland |
| 1983 | Total Eclipse of the Heart                                              | Faster than the Speed of Night   | Argentína · Ausztrália · Ausztria · Belgium · Brazília · Dánia · Dél-Afrika · Egyesült Királyság · Franciaország · Fülöp-szigetek · Izland · Írország · Japán · Kanada · Mexikó · Norvégia · Portugália · Spanyolország · Törökország · USA · Új-Zéland · Venezuela |
| 1983 | A Rockin’ Good Way feat. Shakin’ Stevens                                | -                                | Írország |
| 1984 | Holding Out for a Hero                                                  | Footloose Soundtrack Album       | Írország |
| 1986 | If You Were a Woman                                                     | Secret Dreams and Forbidden Fire | Venezuela |
| 1987 | Sem Limites Pra Sonhar feat. Fabio Jr.                                  | Sem Limites Pra Sonhar           | Venezuela · Brazília · Peru · Portugália |
| 1991 | Against the Wind                                                        | Bitterblue                       | Finnország |
| 1993 | Sally Comes Around                                                      | Silhouette in Red                | Dél-Afrika |
| 1993 | Patheno Stim Erimia / The Desert Is in Your Heart feat. Sophia Arvaniti | Parafora                         | Görögország |
| 2004 | Sí Demain feat. Kareen Antonn                                           | Simply Believe                   | Franciaország · Belgium · Lengyelország |
| 2010 | Something Going On feat. Wayne Warner                                   | What Lines                       | USA |

## Diszkográfia
| Stúdió albumok - The World Starts Tonight (1977) - Natural Force (Amerikában "Natural Force" címmel) (1978) - Diamond Cut (1979) - Goodbye to the Island (1981) - Faster than the Speed of Night (1983) - Secret Dreams and Forbidden Fire (1986) - Hide Your Heart (Amerikában "Notes from America" címmel) (1988) - Bitterblue (1991) - Angel Heart (1992) - Silhouette in Red (1993) - Free Spirit (1995/1996) - All in One Voice (1998) - Heart & Soul - 13 Rock Classics (Csak Skandináviában) (2002) - Heartstrings (2003) - Simply Believe (2004) - Wings (2005) - Celebrate (Speciális kiadás az Egyesült Királyságban) (2006) - Rocks and Honey (2013) - Between the Earth and the Stars (2019) - The Best Is Yet To Come (2021) Remixalbumok - Bonnie Tyler: Remixes And Rarities (Deluxe Edition) (2017) Musicalek - Whistle down the Wind (1996) - Vámpírok bálja (1997) - Cappuccino Girls (2009) - Knights Of The Rose (2018) | Válogatásalbumok - The Hits of Bonnie Tyler LP (1979) - Greatest Hits(1989) - The Best (1993) - The Very Best of Bonnie Tyler Volume 1. (1993) - The Very Best of Bonnie Tyler Volume 2. (1994) - Comeback Single Collection '90-'94 (1994) - The Greatest Hits (2001) - Total Eclipse – The Bonnie Tyler Anthology (2CD) (2002) - From the Heart - Bonnie Tyler Greatest Hits (2007) - Bonnie Tyler Best Of 3CD (2011) - The Collection 2CD (2013) - The Very Best Of Bonnie Tyler 2CD (2015) - Bonnie Tyler - The RCA Years 4CD Box (2019) VHS, DVD kiadványok - Bonnie Tyler - The Video VHS (1986) - Bonnie on Tour LIVE DVD (2006/2007) - The Complete Bonnie Tyler DVD+CD (2007) - Musas Do Pop 2em1 - Bonnie Tyler & Olivia Newton-John (2009) - Bonnie Tyler Live in Germany 1993 DVD (2011/2012) Koncertalbumok - Bonnie Tyler LIVE (2006) - Bonnie Tyler Live in Germany 1993 CD+DVD (2011) - Bonnie Tyler:In Berlin Live Album (2024) |

## Duettek
| Év   | Előadó                                  | Cím                                                      | Ország             |
| ---- | --------------------------------------- | -------------------------------------------------------- | ------------------ |
| 1983 | Shakin’ Stevens                         | A Rockin’ Good Way                                       | Egyesült Királyság |
| 1983 | Frankie Miller                          | Tears                                                    | Egyesült Királyság |
| 1984 | Rick Derringer                          | Lovers Attack                                            | Egyesült Királyság |
| 1985 | Todd Rundgren                           | Loving You’s a Dirty Job (But Somebody’s Gotta Do It)    | USA                |
| 1987 | Fabio Junior                            | Sem Limites Pra Sonhar / Reaching for the Infinite Heart | Brazília           |
| 1987 | Mike Oldfield                           | Islands                                                  | Egyesült Királyság |
| 1987 | Mike Oldfield                           | When The Nights On Fire                                  | Egyesült Királyság |
| 1987 | Cher                                    | Perfection                                               | USA                |
| 1987 | Chris Thompson                          | Prizefighter                                             | Egyesült Királyság |
| 1989 | Cher                                    | Emotional Fire                                           | USA                |
| 1989 | Mike Batt                               | Into the Sunset                                          | USA                |
| 1991 | Giorgio Moroder                         | Heaven is Here                                           | Olaszország        |
| 1991 | Dan Hartman                             | Till the End of Time                                     | USA                |
| 1992 | Frankie Miller                          | Save Your Love                                           | USA                |
| 1993 | Sophia Arbanith                         | Patheno Stim Erimia / The Desert Is in Your Heart        | Görögország        |
| 1997 | Andrea Bocelli                          | Live for Love / Vivo Per Lei (kiadatlan)                 | Olaszország        |
| 1998 | Meat Loaf                               | A Kiss is a Terrible thing to Waste                      | USA                |
| 1998 | Paul Carrack                            | The Sun Comes Up, the Sun Goes Down                      | Egyesült Királyság |
| 2001 | Mal Pope                                | Tables Turn                                              | Egyesült Királyság |
| 2004 | Matthias Reim                           | Vergiss es / Forget it                                   | Németország        |
| 2004 | Kareen Antonn                           | Si Demain (Total Eclipse of the Heart 2004)              | Franciaország      |
| 2004 | Kareen Antonn                           | Si Tout S’arrête (It's a Heartache 2004)                 | Franciaország      |
| 2005 | Lorraine Crosby                         | I’ll Stand by You                                        | Egyesült Királyság |
| 2007 | BabyPinkStar                            | Total Eclipse of the Heart                               | Egyesült Királyság |
| 2007 | Matt Petrin                             | Making Love out of Nothing at All                        | Kanada             |
| 2009 | Only Men Aloud                          | Total Eclipse of the Heart                               | Egyesült Királyság |
| 2010 | Wayne Warner                            | Something Going On                                       | USA                |
| 2010 | Matthias Reim                           | Wilde Tränen / Salty Rain                                | Németország        |
| 2010 | Albert Hammond                          | Nothing Is Gonna Stop Us Now                             | Egyesült Királyság |
| 2011 | Laura Zen                               | Eternal Flame / Amour Éternel                            | Franciaország      |
| 2011 | Fanny Llado                             | Si Demain (Total Eclipse of the Heart 2011)              | Franciaország      |
| 2013 | Vince Gill                              | What You Need From Me                                    | USA                |
| 2014 | Rhydian                                 | Miserere                                                 | Egyesült Királyság |
| 2014 | Spike                                   | Fortune                                                  | USA                |
| 2016 | Frankie Miller                          | True Love                                                | Egyesült Királyság |
| 2017 | Axel Rudi Pell                          | Love is Holding On                                       | Németország        |
| 2019 | Rod Stewart                             | Battle of the Sexes                                      | Egyesült Királyság |
| 2019 | Francis Rossi (Status Quo)              | Someone Rocking Your Heart                               | Egyesült Királyság |
| 2019 | Cliff Richard                           | Taking Control                                           | Egyesült Királyság |
| 2022 | Alex Christensen & The Berlin Orchestra | Total Eclipse Of The Heart                               | Németország        |

## Legismertebb dalainak szövegei
- It's A Heartache (Natural Force 1978 – Scott/Wolfe)
- Lost In France(The World Start Tonight 1976 – Scott/Wolfe)
- Total Eclipse Of The Heart (Faster than the Speed of Night 1983 – Jim Steinman)
- Holding Out For A Hero (Secret Dreams and Forbidden Fire 1986 – Jim Steinman)
- Ravishing (Secret Dreams and Forbidden Fire 1986 – Jim Steinman)
- Loving You's A Dirty Job (Secret Dreams and Forbidden Fire 1986 – Jim Steinman)
- If You Were A Woman (Secret Dreams and Forbidden Fire 1986 – Desmond Child)
- Bitterblue (Bitterblue 1990 – Dieter Bohlen)
- Making Love Out Of Nothing At All (Free Spirit 1995 – Jim Steinman)
- Limelight (Free Spirit 1995 – Parson/Wolfson)
- Louise (Wings 2005 – Fitzgerald/Tyler)

## Legjobb videók
- Total Eclipse Of The Heart (1983). YouTube
- Total Eclipse Of The Heart Live – Full Version (1993). YouTube
- Making Love Out Of Nothing At All (1995). YouTube
- Holding Out For A Hero (1985). YouTube
- Loving You's A Dirty Job (1986). YouTube
- Louise (2005). YouTube
- He's The King (1998). YouTube
- Limelight (1996). YouTube
- The Best LIVE (1988). YouTube
- Silhouette In Red LIVE (1993). YouTube
- Right Here Waiting LIVE (2003). YouTube [halott link]
- Si Demain/Total Eclipse 2004 (Kareen Antonnal). YouTube
- Vergiss Es with Matthias Reim LIVE (2004). YouTube
- Holding Out For A Hero & Lost In France & It's A Heartache LIVE (2006). YouTube [halott link]
- Hide Your Heart LIVE (1988). YouTube
- A Rockin' Good Way with Shakin' Stewens LIVE (1984). YouTube

## Turnékönyvek, szövegkönyvek
- It's a Heartache Songbook 1978
- Hide Your Heart Tour Book 1988
- Silhouette In Red Tour Book 1993 (több oldal)